# Coluche
Pour les articles homonymes, voir Colucci.
Michel Colucci dit Coluche, né le 28 octobre 1944 dans le 14e arrondissement de Paris et mort le 19 juin 1986 à Opio (Alpes-Maritimes), est un humoriste et comédien français.
Fils d'un immigré italien et d'une Française, Michel Colucci grandit à Montrouge. Il adopte le pseudonyme « Coluche » à l'âge de 26 ans, au tout début de sa carrière.
D'abord humoriste à succès, il entame par la suite une carrière au cinéma. Avant 1976 il occupe des rôles de second plan, avant de camper des personnages plus centraux, comme dans L'Aile ou la Cuisse, puis de tenir le haut de l'affiche durant les années 1980, essentiellement pour des comédies. En 1977, il passe à la réalisation en réalisant Vous n'aurez pas l'Alsace et la Lorraine avec Marc Monnet.
Il connaît le succès avec des films comme Inspecteur la Bavure (1980), Le Maître d'école (1981), Deux Heures moins le quart avant Jésus-Christ (1982), Banzaï (1983), La Femme de mon pote (1983) ou encore La Vengeance du serpent à plumes (1984). En 1984, il obtient un César du meilleur acteur pour son rôle dramatique dans Tchao Pantin de Claude Berri.
Tour à tour provocateur ou agitateur par ses prises de position sociales, il annonce sa candidature à l'élection présidentielle de 1981 avant de se retirer, à la suite de pressions et de menaces. Jouissant d'une énorme popularité et très apprécié du public, il fonde en 1985 l'association Les Restos du cœur, relais d'aide aux plus pauvres, quelques mois avant de mourir dans un accident de moto en ayant percuté un camion.

## Biographie

### Jeunesse

#### Montrouge
Michel Gérard Joseph Colucci naît le 28 octobre 1944, à la maternité Notre-Dame de Bon Secours dans le 14e arrondissement de Paris. Il a une sœur aînée, Danièle, née en 1942. Leur mère, Simone Bouyer dite Monette (1920-1994), est employée chez le fleuriste Baumann, boulevard du Montparnasse. Leur père, Onorio Colucci, né à Casalvieri (région du Latium) en Italie, est peintre en bâtiment. Ce dernier, né le 29 novembre 1916, meurt le 31 octobre 1947, à 30 ans, d'une poliomyélite et son épouse doit élever seule ses deux enfants. Délaissés par la belle-famille (à l’exception notable de Maria, la mère d’Onorio qui passe encore les voir), Monette, Danièle, future épouse de René Metge, et Michel vivent ensemble dans une pièce et une cuisine. Bien qu’elle renonce à son métier de fleuriste pour élever ses enfants, Monette retrouve quelques petits emplois qu’elle doit parfois cumuler pour obtenir un salaire de misère. Souffrant d’une grave scoliose, elle doit suivre des traitements à Berck lors d'un été où elle emmène ses enfants. Malgré toutes ces difficultés, elle garde espoir en l’avenir et adopte le mode de vie des classes sociales plus aisées, veillant à ce que ses enfants soient « bien mis » (correctement vêtus). Michel n’apprécie pas cette fracture entre la réalité et les aspirations de sa mère et, à propos de ses vêtements qui tranchent avec ceux des autres enfants du quartier, il lui reprochera de l’habiller comme une fille.
Loin des rêves maternels, Michel choisit Montrouge, commune de la banlieue sud de Paris, où il traîne avec ses copains. Le travail scolaire ne le passionne pas et il fait rire ses camarades de classe, en tenant tête à l’instituteur. Son parcours scolaire s’arrête au Certificat d'études primaires, racontant qu'il l'a raté volontairement en juin 1958, pour avoir fait une seule faute à la dictée le matin et ainsi avoir selon lui fait ses preuves, il ne juge pas utile d’y retourner l’après-midi, ce que dément sa mère en 1987 : « Contrairement à ce qu'on raconte, il a eu son certificat d'études » en précisant qu'avant l'examen, elle lui a fait rédiger dix fois la même dictée et que ce texte sur lequel il s'est entraîné est tombé le jour de l'examen. Quand il n’est pas à l’école, il traîne avec ses copains de la « bande Solo », du nom de la cité : « la Solidarité ». Accompagné généralement de Bouboule (Alain Chevestrier), il cumule les petits larcins et a régulièrement affaire à la police. Tous deux vont même jusqu’à s’essayer à des méfaits plus graves comme l’agression physique ; mais, en tentant de dérober le sac d’une vieille dame, ils se font tirer dessus par un passant. Le jeune Coluche, âgé une quinzaine d'années, va mettre longtemps avant de relater cet épisode de sa vie dont il a honte.
Ce comportement exaspère Monette qui s’interroge de plus en plus vivement sur l’avenir de son fils. Il s'essaie alors à de petits boulots, qu'il n'arrive pas à garder bien longtemps. Ainsi, il est tour à tour télégraphiste, céramiste, garçon de café, livreur, apprenti-photographe, assistant-préparateur en pharmacie, photostoppeur, aide-pompiste, assistant de marchand de fruits et légumes ou encore fleuriste. Durant cette période, il s'intéresse à la musique. Comme beaucoup de jeunes de sa génération, il est fan de rock 'n' roll, d’Elvis Presley, de Johnny Hallyday, des Chaussettes Noires, des Beatles. Toutefois, il voue également une profonde admiration à Georges Brassens. Pour ses 21 ans, sa mère lui organise son anniversaire dans l'arrière-boutique du magasin de fleurs et lui donne un chèque en blanc qu'il a le droit d'utiliser dans la limite de 500 francs, il court aussitôt s'acheter une guitare chez Paul Beuscher, dont il joue sans jamais avoir appris.

#### Errances à Paris

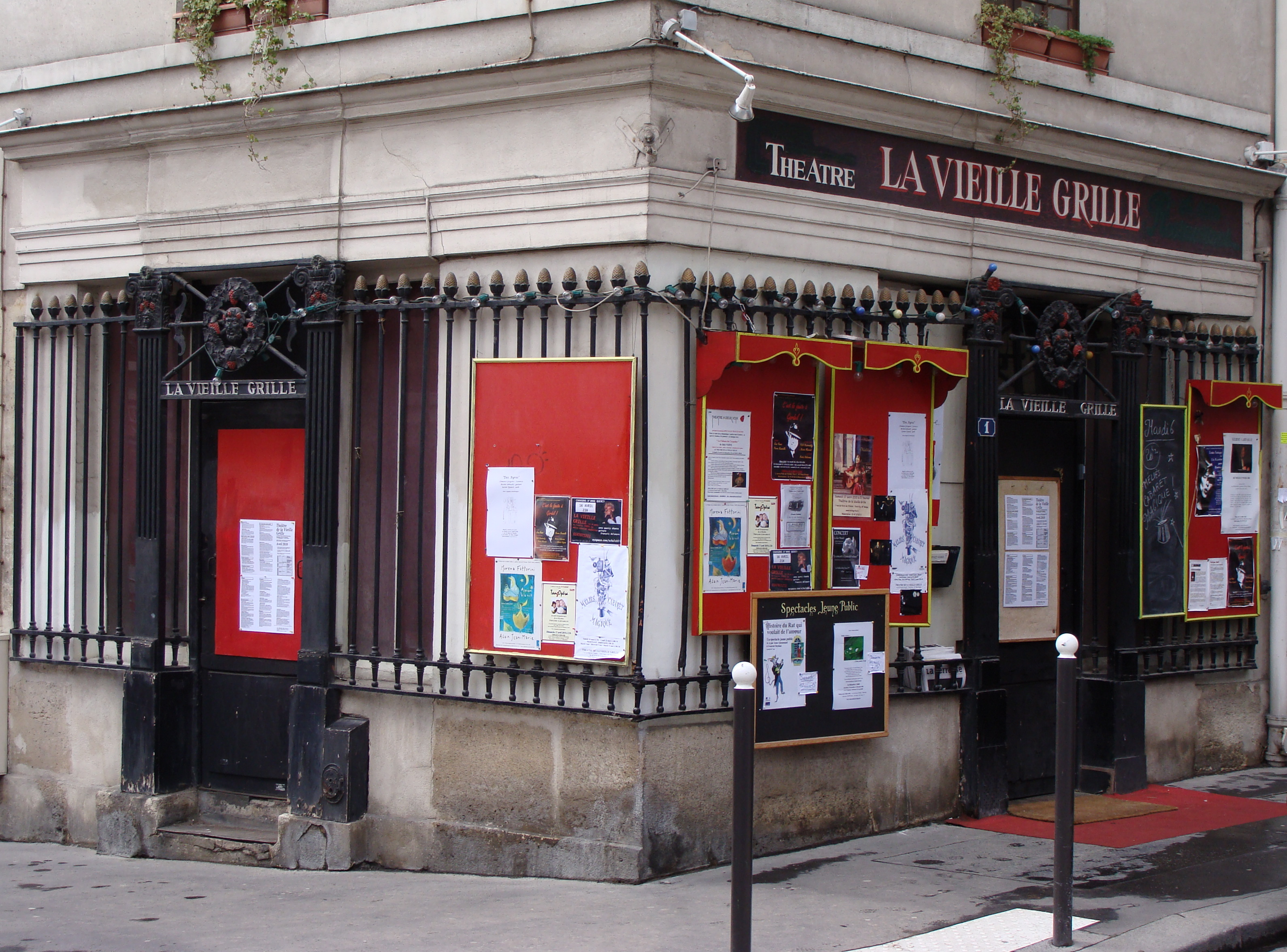
Le Théâtre de la Vieille Grille à Paris.

Peu à peu, il s’éloigne de Montrouge, à la recherche d’une autre vie que celle que lui réserve cette cité. Il traîne dans Paris, s’intéresse sans suite au métier de comédien ou à l'univers des sports mécaniques, touche un peu au bricolage. Puis il travaille quelque temps chez un fleuriste de l’île de la Cité. En 1964, incorporé dans le 60e régiment d'infanterie de Lons-le-Saunier, il fait de la prison pour insubordination. De retour à la vie civile, il travaille comme fleuriste avec sa mère, à la boutique qu'elle vient d'ouvrir à Paris, rue d’Aligre, puis dans un local plus vaste près de la gare de Lyon. Il estime ce travail peu intéressant et le quitte brusquement, ce qui lui vaut de se brouiller provisoirement avec sa mère.
À la fin des années 1960, il décide de se lancer dans la musique. Entre 1966 et 1967, il interprète certaines chansons de Boby Lapointe, Boris Vian, Charles Trenet, Georges Brassens, Léo Ferré, Yves Montand, aux terrasses des cafés des quartiers de la Contrescarpe et de Saint-Michel. Il s’associe avec des musiciens rencontrés sur place, comme Xavier Thibault et Jacques Delaporte, futurs fondateurs du Grand Orchestre du Splendid ainsi que le guitariste et flûtiste Jean-Claude d'Agostini, dit « Le Bœuf » futur membre de la troupe « Le Vrai Chic parisien », avec lesquels il crée le groupe éphémère « Les Craignos Boboys ». Il se rapproche ensuite du monde des cabarets. Tout en étant plongeur dans la restauration, il se produit sur la scène du cabaret Chez Bernadette, dans le quartier de la Montagne Sainte-Geneviève à Paris. Il y fait la connaissance de Georges Moustaki, qui l'héberge et le soutient financièrement. Toujours à Paris, il se produit dans d'autres cabarets :  La Galerie 55, rue de Seine, Le Port du Salut, rue Saint-Jacques ou La Vieille Grille, rue du Puits-de-l'Ermite. Il travaille ensuite au cabaret La Méthode, rue Descartes, comme barman et régisseur. Il y rencontre France Pellet et son frère, Alain Pellet, avec lesquels il se produit sous le nom des « Tournesols ». Il y rencontre également Romain Bouteille, qu'il va présenter toute sa vie comme son modèle,.

### Débuts d'humoriste

#### Café de la Gare

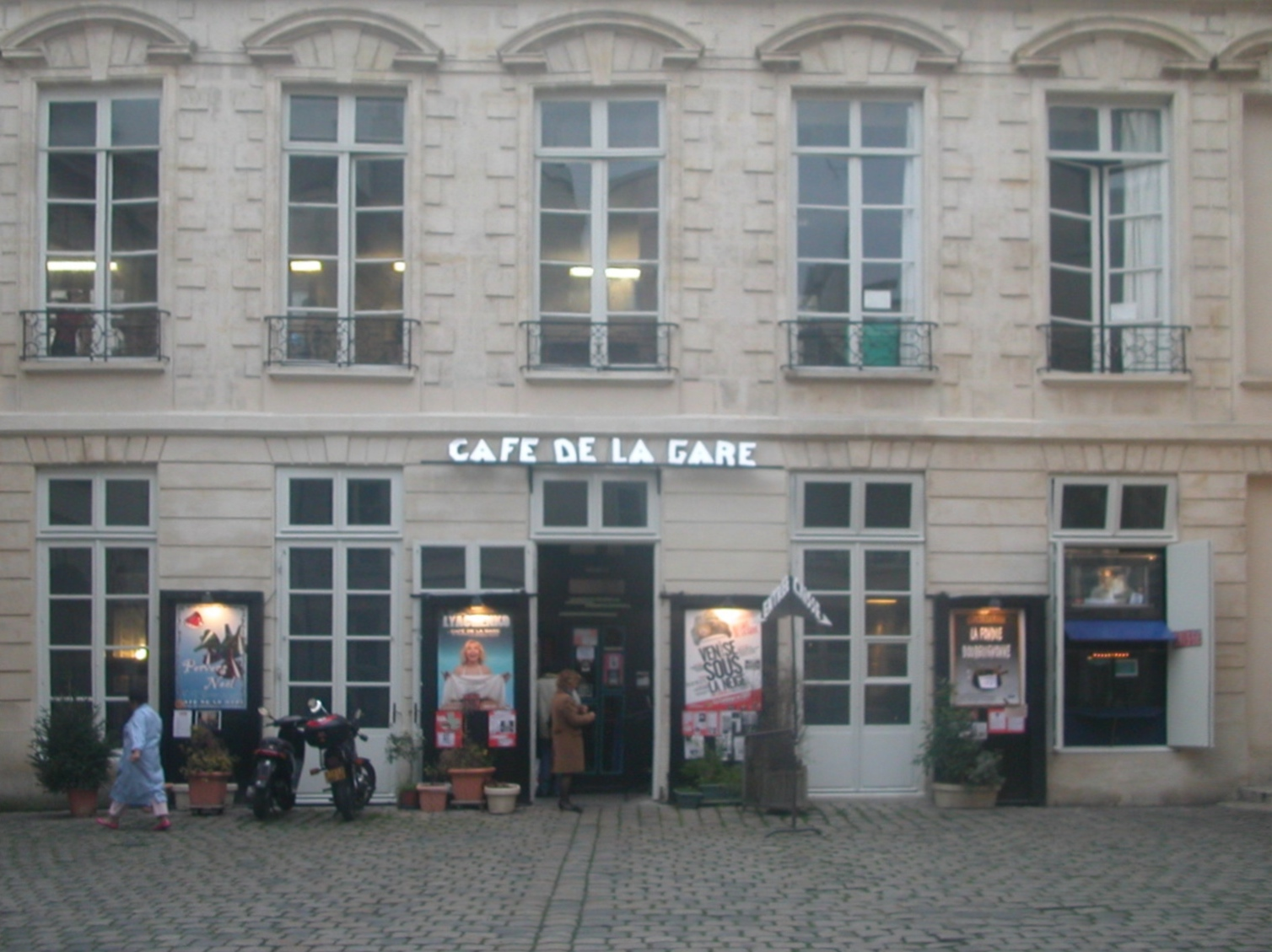
Le Café de la gare à son adresse actuelle, en 2013.

Avec Romain Bouteille, il est présent dès l'origine du Café de la Gare, inauguré officiellement le 12 juin 1969. Ce lieu symbole du café-théâtre réunit une bande de jeunes comédiens d'horizons différents, dont beaucoup deviendront célèbres, tels que Patrick Dewaere, Henri Guybet, Miou-Miou (dont il est à l'origine du surnom « Miou Miou »), Martin Lamotte… Parmi les parrains du Café de la Gare on compte également Georges Moustaki, Jacques Brel, Jean Ferrat, Jean Yanne, Leni Escudero, Pierre Perret, Raymond Devos et l'équipe de la revue Hara-Kiri. Plus tard, Thierry Lhermitte, Rufus, Renaud Séchan, Josiane Balasko, Gérard Lanvin, Gérard Depardieu, Diane Kurys, Coline Serreau, Anémone ou encore Gérard Jugnot rejoignent la nouvelle troupe ou viennent commettre une collaboration ponctuelle.
Selon Romain Bouteille, ses problèmes d'alcool le rendent exécrable voire violent. Lors de la préparation de la pièce Des boulons dans mon yaourt au Café de la Gare en 1970, une bagarre l'oppose ainsi à Bouteille et à son ami Patrick Dewaere. Il va jusqu'à brandir un tesson de bouteille et menacer l'entourage ; Dewaere parvient à le contenir mais il se voit dès lors contraint de quitter la troupe.

#### Télévision
En octobre 1971, Jacques Martin le recommande à Georges Folgoas, producteur de Midi magazine, pour faire équipe avec Danièle Gilbert, sur la première chaîne de l'ORTF. L'expérience ne dure que cinq jours.

#### Premiers rôles
Durant la fin des années 1960 et le début des années 1970, il est engagé sur plusieurs tournages de séries télévisées françaises de l'ORTF (Madame êtes-vous libre ? avec Denise Fabre puis La Cloche tibétaine avec Philippe Léotard). Au cours de cette période, à l'instar de ses collègues de café-théâtre, il apparaît dans des spots publicitaires à la radio et à la télévision. En 1970, il campe un petit rôle dans son premier long-métrage, Le Pistonné réalisé par Claude Berri dont il est initialement censé jouer le premier rôle, dévolu finalement à Guy Bedos.

#### Le Vrai Chic parisien
En novembre 1971, il fonde une autre troupe, Au vrai chic parisien - Théâtre vulgaire, puis Le vrai chic parisien. Le premier spectacle s'intitule Thérèse est triste, présenté par une affiche réalisée par son ami Jean-Marc Reiser.
Il rencontre à cette période sa future épouse Véronique Kantor (1948-2018), alors étudiante de « bonne famille » qui se destine au journalisme. Il l'épouse le 16 octobre 1975 et en divorcera en 1981. Ils ont deux garçons, Romain en 1972 et Marius en 1976.
Toujours à cause de son comportement et de ses addictions, il quitte sa troupe une nouvelle fois et se lance dans une carrière solo.

### Le succès

#### Carrière solo

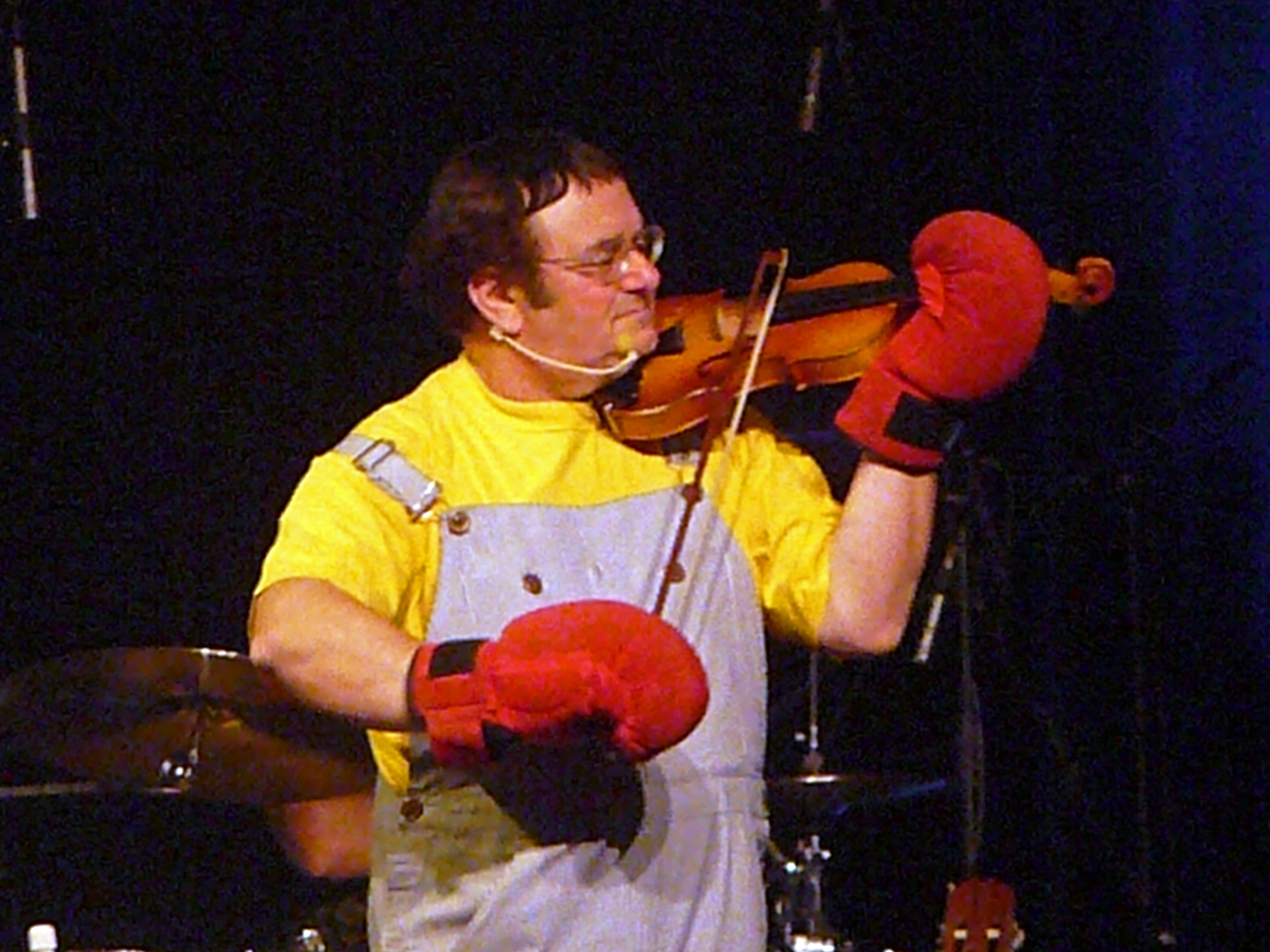
Henri Giraud, l'un des sosies de Coluche, dans son numéro en 2010.

Son premier sketch, C'est l'histoire d'un mec, tourne en dérision la difficulté de raconter une histoire drôle. Ses sketches suivants lui valent rapidement un succès populaire qui ne se démentira plus : « Il inventait pour les années 1970 une image de pauvre urbain, bonne pâte mais à court d'idées, empêtré dans les mots, raciste faute de mieux, ballotté par la publicité et les jeux radiophoniques. » Il revendique sa grossièreté : « Toujours grossier, jamais vulgaire ».
Au printemps 1974, l'impresario et producteur Paul Lederman lui offre le théâtre La Bruyère pour y prolonger Thérèse est triste, mais c'est un fiasco. Coluche devient alors son propre impresario, Claude Martinez devenant son associé. Dans le même temps, Coluche joue pour la première fois des sketchs en solo, sur la scène du Vrai Chic parisien, puis au Café de la Gare.
C'est dans ce spectacle qu'apparaissent sa célèbre salopette OshKosh à rayures bleues des fermiers américains, son tee-shirt jaune, ses brodequins citron et son nez peint en rouge. Il y met en scène ses personnages favoris, des beaufs grossiers, incapables de s'exprimer correctement, haineux. Le 10 mars 1974, il signe le contrat d'un premier disque : l'album des Adieux.
Comme humoriste, Coluche apparaît pour la première fois en solo à la télévision le 5 mai 1974, dans une émission de variétés diffusée le soir de l'élection présidentielle et présentée par Jean-Claude Brialy. Les variétés sont régulièrement interrompues par les interventions politiques. Coluche interprète L'Histoire d'un mec, juste avant l'allocution du perdant de l'élection présidentielle, François Mitterrand, en retard.
Du 15 février au 2 mars 1975, il se produit en vedette à L'Olympia, avec le spectacle Mes adieux au music-hall. En 1975, il est en tournée à travers la France, lorsque toutes les radios diffusent son pastiche du jeu télévisé de Guy Lux, le Schmilblick. Dans ce sketch apparaît un futur personnage célèbre de l'humoriste : papy Mougeot.
En 1976, il remonte la pièce Ginette Lacaze à l'Élysée Montmartre avec les comédiens du Splendid, auxquels il a offert des mobylettes pour leurs déplacements entre deux scènes parisiennes ou les tournages.
En 1977, il réalise le film Vous n'aurez pas l'Alsace et la Lorraine dans lequel il campe le rôle principal, le roi Gros Pif. Ce film représente son unique expérience de réalisateur. À partir de cette période, il habite une petite maison dans le 14e arrondissement de Paris, rue Gazan.

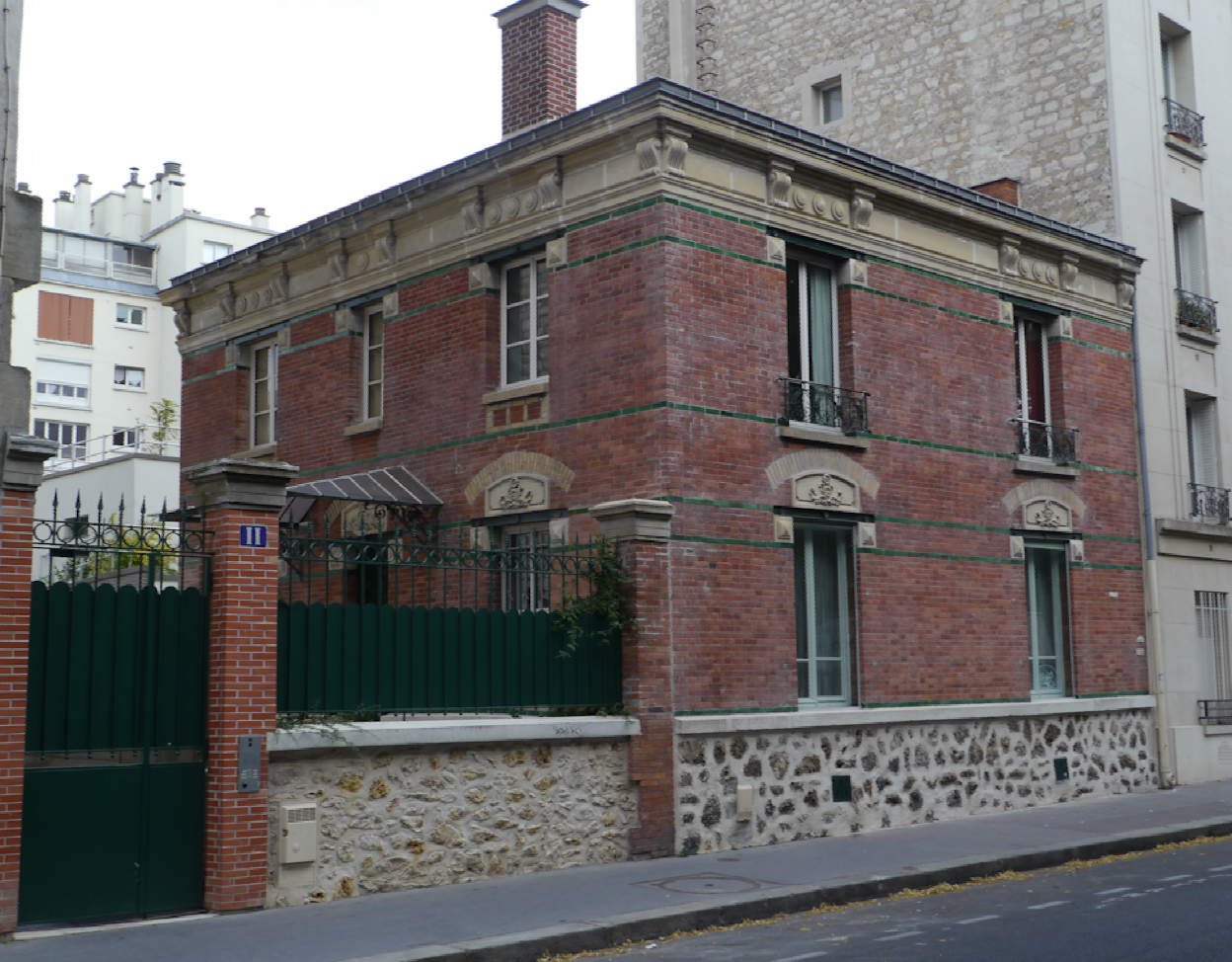
Rue Gazan, La maison de Coluche, où il va préparer sa « campagne » en 1980.

En plus de sa carrière de comique au théâtre, il joue à cette époque dans plusieurs comédies à succès au cinéma, dont L'Aile ou la Cuisse en 1976 avec Louis de Funès, Claude Gensac et Marcel Dalio sous la direction de Claude Zidi, une production de Christian Fechner.

#### La radio

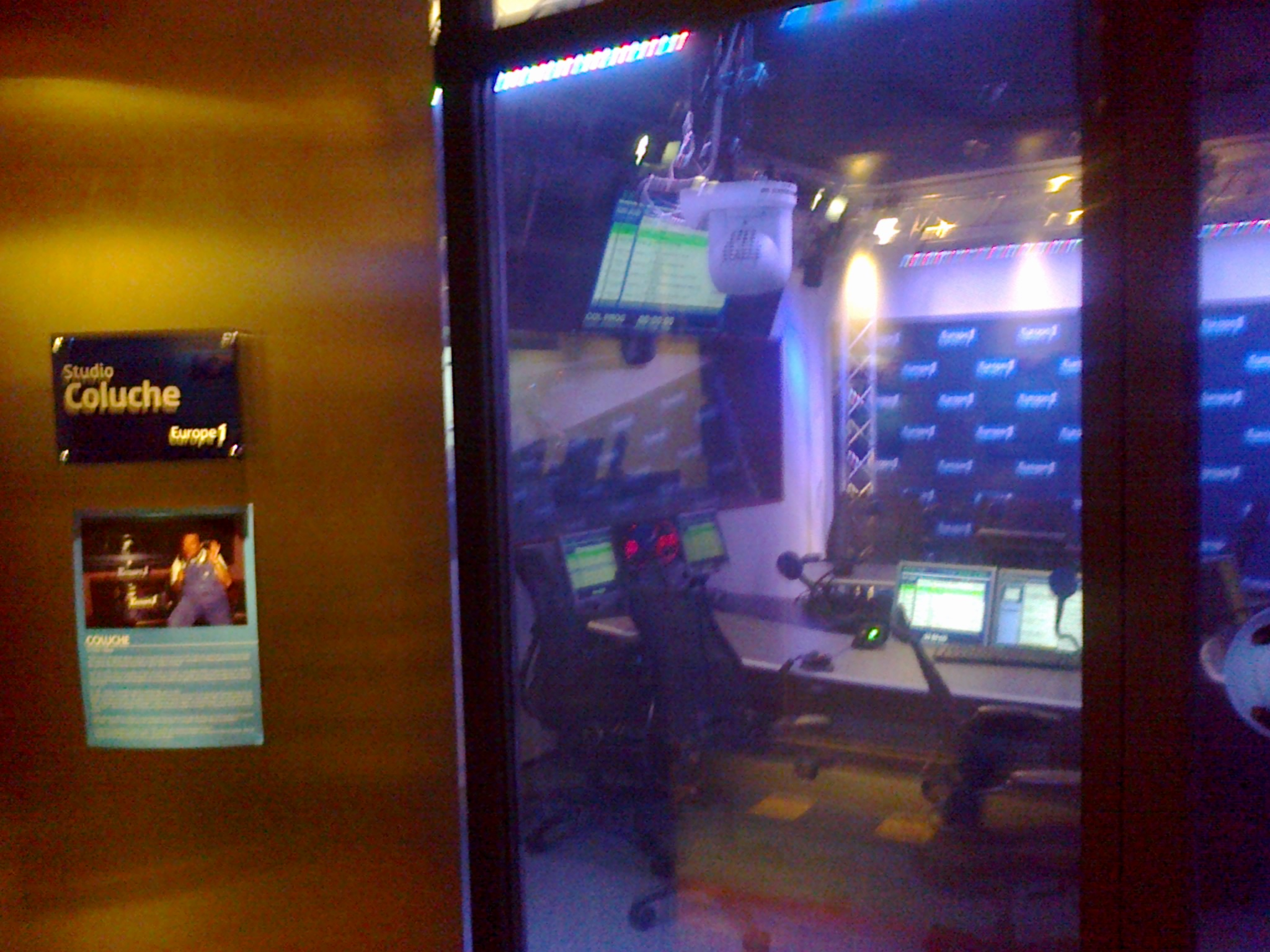
Coluche a donné son nom à l'un des studios de la station d'Europe 1.

Du 24 avril 1978 au 24 juin 1979, il coanime avec Robert Willar et Gérard Lanvin assistés de Didier Jallier (dit « Jean-Jean »), l'émission sur Europe 1 (de 15 h 30-17 heures), On n'est pas là pour se faire engueuler dont le titre vient de la chanson de Boris Vian. Malgré l'adhésion du public, son ton provocateur le fait renvoyer. Il triomphe dans le même temps tous les soirs au Gymnase.
Engagé de nouveau, il passe en janvier 1980 à RMC (de midi à 13 heures), le « directeur de la station, Michel Bassi, a seulement demandé que soit épargnée la famille princière, détentrice de 17 % des actions de la station »… Embauché pour trois mois, Coluche prend l'antenne par un : « Bonjour, nous sommes en direct du rocher aux putes », puis glisse un calembour sur la princesse Caroline de Monaco (« T'as vu Monte-Carlo ? Non, j'ai vu monter Caroline. ») avant d'être remercié une fois de plus, au bout de quinze jours pour « incompatibilité d'humeur ». Il part sans demander un seul centime, sauf pour l'équipe qui a travaillé pour lui ainsi que pour son copain Romain Goupil.

« Ils m'ont viré parce que je leur plaisais pas. C'est normal que je leur plaise pas avec le type de public qu'ils ont. J'voyais pas bien ce que les gens de Monte-Carlo pouvaient aimer en moi ! »

Après sa période d'interdiction d'antenne sur l'ensemble des radios et télévisions françaises, Coluche profite de la libéralisation de la bande FM. Il participe au lancement de la station RFM fondée par le journaliste Patrick Meyer, en juin 1981. Alors que sa concurrente NRJ n'existe pas encore, cette station, qui a de gros moyens de diffusion, dérange le pouvoir et va être brouillée durant plusieurs années à partir du 5 novembre 1981, soit un total de quatre cent vingt-trois jours. Coluche se maintient à l'antenne durant trois mois, du 25 octobre au 10 décembre 1981. À l'issue de cette période, il proteste publiquement contre ce brouillage, déguisé en père Noël, en se rendant le 24 décembre 1981 au ministère de la Communication, remettant au ministre Georges Fillioud une pétition de six cent mille personnes en soutien à RFM.

### La politique et les déboires

#### Élection présidentielle
Coluche n'est pas le premier humoriste à se présenter à une élection présidentielle. En 1965, Pierre Dac, artiste que Coluche admirait, s'est porté candidat mais, à la demande de l'Élysée et par fidélité au chef de la France libre, l'ancien résistant renonce et se retire.
Le 30 octobre 1980, Coluche organise une conférence de presse : il annonce son intention de se présenter à l'élection présidentielle de 1981, avec des slogans tels que « Avant moi, la France était coupée en deux. Maintenant elle sera pliée en quatre » ou encore « Coluche, le seul candidat qui n'a pas de raison de mentir ». Une des mesures de son programme est le mariage entre couples de même sexe.
Certains y voient une blague, pourtant un sondage le crédite de 16 % d'intentions de vote et il est soutenu par des intellectuels tels que Pierre Bourdieu, Félix Guattari et Gilles Deleuze. Cette candidature inquiète les équipes de campagne des principaux candidats « de tous bords » comme le déclare l'humoriste lui-même quelques années plus tard. Parmi ceux-là, François Mitterrand y voit une menace potentielle ; il charge deux responsables du Parti socialiste, Jean Glavany et Gérard Colé (voire Jacques Pilhan) de dissuader Coluche de maintenir sa candidature.
Son régisseur René Gorlin, 39 ans, est découvert le 25 novembre au petit matin dans une carrière de la Marne avec deux balles de calibre 5,5 mm dans la nuque, attribuées à « un règlement de comptes entre petits voyous »,. Coluche reçoit quatre jours après une lettre de menace d'Honneur de la Police titrée « dernier avertissement », avant la sortie du film Inspecteur la Bavure. Coluche a demandé à être protégé dès l'assassinat et les policiers font savoir qu'ils ont découvert un vieil uniforme de CRS lors d'une perquisition au domicile de la victime. L'hebdomadaire Minute publie le 31 décembre une fiche de police de Coluche à l'âge de 19 ans alléguant des vols chez un droguiste.
Coluche déplore le fait que les journalistes « ont lâché » car « leurs chefs ont dit non », alors « qu'au début, ils se bousculaient, j'en voyais six par jour », son score dans les sondages chutant d'entre 10 et 12,5 % en novembre 1980, peu après l'annonce de sa candidature le 30 octobre, entre 8 à 9 % en décembre puis en janvier 7 %, puis 5,5 % le mois suivant. Entre-temps, L'Express du 27 décembre lui consacre six pages écrites au vitriol alors que celui du 11 octobre décrivait un Coluche intelligent et sympathique. Il annonce qu'il se retire, le 16 mars 1981.
Après l'élection de François Mitterrand, il animera régulièrement en soirée et pendant trois mois, à partir d'octobre 1981, une émission de radio d'une heure : « L'humour continue pendant les travaux », sur la station locale parisienne RFM créée et dirigée par Patrick Meyer.

#### Période noire

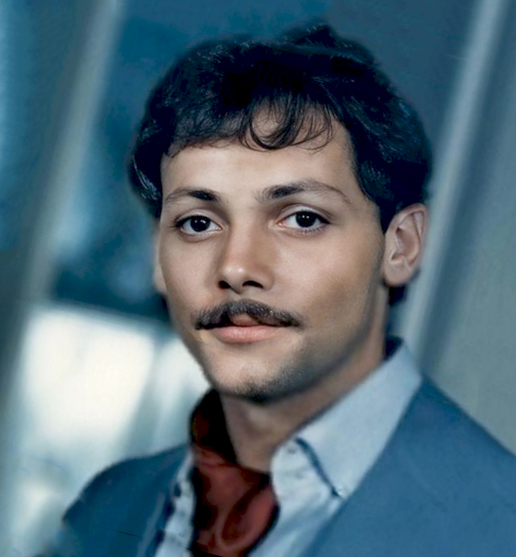
Le suicide de Patrick Dewaere, avec la carabine qu'il lui a offerte, affecte Coluche.

Son divorce est prononcé le 3 décembre 1981. Lors d'une édition spéciale, il pose en photo pour le magazine satirique Hara-kiri avec une carabine 22 Long Rifle qu'il offre ensuite à son meilleur ami, Patrick Dewaere. Durant cette période d'errance, il vit en Guadeloupe à Deshaies sur Basse-Terre, à 40 km de Pointe à Pitre où il s'adonne à sa passion : fabriquer des chaussures. Il invite Elsa (Élisabeth Malvina Chalier), l'épouse de Patrick Dewaere, à le rejoindre sur l'île. Celle-ci quitte alors son mari pour rejoindre Coluche. Le 16 juillet 1982, Patrick Dewaere, profondément meurtri après le départ de sa compagne et de sa fille Lola, se suicide en se tirant une balle dans la tête avec la carabine que Coluche lui a offerte.
Durant la même période, Coluche doit tourner, sur l'insistance de Bertrand Blier, le film La Femme de mon pote avec Patrick Dewaere et Miou-Miou. L'histoire s'inspire sensiblement de faits réels et de l'intimité qui unit ces trois acteurs. Après le suicide de Patrick Dewaere, Miou-Miou refuse d'assumer le premier rôle féminin du film de Bertrand Blier. Le climat doux-amer du film que Coluche tourne finalement en compagnie d'Isabelle Huppert et de Thierry Lhermitte, laisse transparaître un certain changement dans le style de jeu de Coluche, préfigurant le rôle dramatique de Tchao Pantin.
Coluche sombre de plus en plus dans la dépression, l'alcool et la drogue (dont la cocaïne et l'héroïne),.
Cette période s'achèvera avec la mort de son autre ami, le dessinateur Jean-Marc Reiser.

### Retour sur le devant de la scène

#### Tchao Pantinet les Enfoirés
En tant qu'acteur, la consécration vient avec le film Tchao Pantin (1983) de Claude Berri dans lequel il joue le rôle dramatique d'un pompiste meurtri par un passé douloureux, confronté à l'alcool et à la drogue, pas si différent de la vie que mène alors Coluche lui-même. Il obtient le César du meilleur acteur en 1984.
Avant ce succès, d'autres interprétations lui assurent la notoriété auprès d'un large public : en 1982 il joue le rôle de « Ben Hur Marcel » dans la comédie satirique de Jean Yanne Deux Heures moins le quart avant Jésus-Christ avec Michel Serrault. Il joue également dans le film Banzaï marquant sa troisième collaboration avec Claude Zidi. En 1984, il tient le rôle principal de La Vengeance du serpent à plumes de Gérard Oury, et en 1985 le réalisateur italien Dino Risi lui offre son deuxième rôle dramatique qui sera sa dernière apparition au cinéma dans Le Fou de guerre.
Au-delà de son métier d'humoriste, Coluche veut incarner un agitateur d’idées. Durant les années 1980, il participe plusieurs fois à l'émission débat de Michel Polac, Droit de réponse, dont celle du 18 juin 1983, qui lui est entièrement consacrée et durant laquelle il mime son propre suicide par arme à feu, à la suite de l'accueil hostile qui lui est fait par certains invités de l'émission. L'humoriste Jean-Yves Lafesse est ainsi blessant en assénant à Coluche « Vous ne nous faites plus rire ».

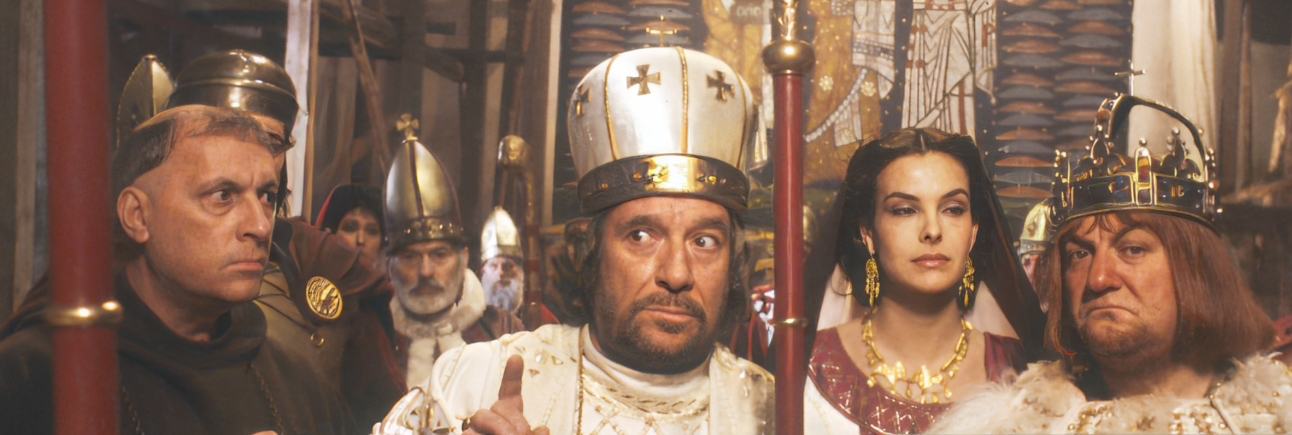
Aux côtés de Michel Serrault, Ugo Tognazzi et Carole Bouquet sur le tournage du film Le Bon Roi Dagobert en Italie en 1984.

Après plusieurs années d'errance entre l'élection de Mitterrand (le 10 mai 1981) et les premières années du septennat (au 15 septembre 1984), Coluche tente de revenir à une certaine stabilité et revient habiter son domicile parisien, le 16 septembre 1984, dans sa maison rue Gazan. Ayant été témoin des évènements populaires comme la marche des beurs et « Convergence 84 », il participe le 15 octobre 1984 avec Harlem Désir, à la création de SOS Racisme.
En mars 1985, il s'engage également durant quatre mois contre la famine en Éthiopie en interprétant, avec d'autres artistes, la chanson SOS Éthiopie organisée par l'association Chanteurs sans frontières avec des chanteurs français célèbres des années 1980 (Daniel Balavoine, Jean-Jacques Goldman…).
En mai 1985, il participe à l'émission à succès Le Jeu de la vérité sur TF1. Il aborde différents sujets tels la campagne pour l'élection présidentielle française de 1981, Touche pas à mon pote, l'humour juif, la drogue et l'alcoolisme, le viol, les bègues, la famine de 1984-1985 en Éthiopie, la censure et l'homosexualité. Il déclare à ce propos avoir « eu des relations avec des homosexuels ».
Le 15 juin 1985, il participe et co-anime avec Guy Bedos, le concert de SOS Racisme de la place de la Concorde. De plus, il organise un gigantesque canular le 25 septembre 1985, relayé par les médias français, le mariage de Coluche et de Thierry Le Luron, « pour le meilleur et pour le rire », parodiant le très coûteux et médiatique mariage d'Yves Mourousi.

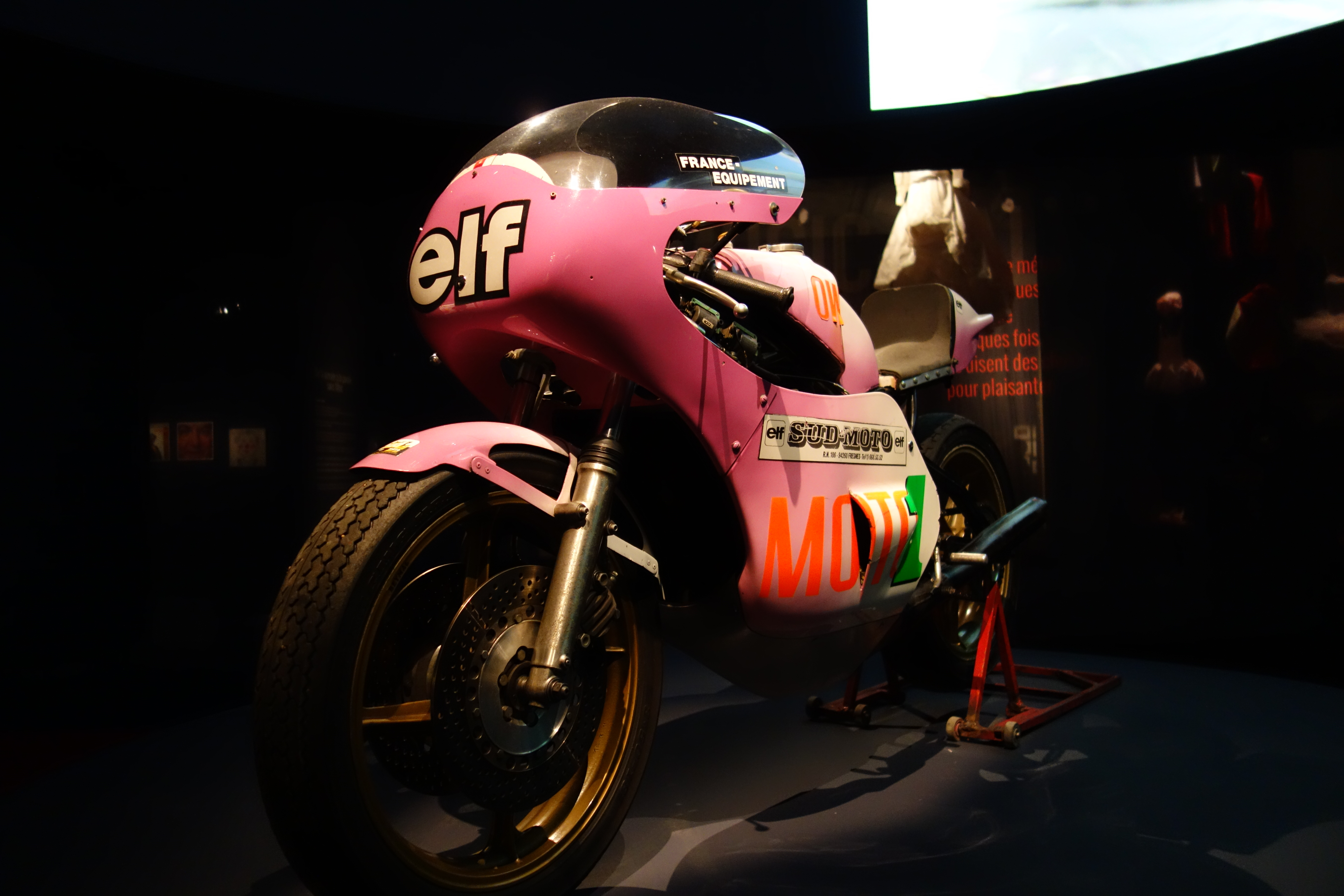
La Yamaha 750 OW 31 sur laquelle Coluche bat un record du monde de vitesse moto en septembre 1985.

Passionné de moto, il est en 1985 détenteur du record du monde du kilomètre lancé catégorie 750 cm3 obtenu sur le Circuit de Nardò.

Ayant retrouvé la santé et la forme, passionné de moto et de sports mécaniques comme son beau-frère René Metge, il bat le record du monde à moto de vitesse du kilomètre lancé sur piste, le 29 septembre 1985, atteignant 252,087 km/h sur le Circuit de Nardò, au guidon de la Yamaha 750 OW 31 avec laquelle Patrick Pons est devenu champion du monde de Formule 750 en 1979,,,. Il prévoit alors de tenter à nouveau d'améliorer son propre record du monde, ce qu'il n'a finalement pas le temps de faire.
En s'engageant à rester fidèle à la ponctualité de ses rendez-vous, il entame son retour à la radio. Du 8 juillet 1985 au 19 mars 1986 (de 11 heures à 12 h 30 en juillet et de 16 h 30 à 18 heures à partir du mois d'août), il anime l'émission Y'en aura pour tout le monde sur Europe 1 avec Maryse ainsi que Coluche 1 faux sur Canal+. En parallèle, un projet se dessine alors pour lui, celui des Restaurants du cœur.
Le 26 septembre 1985, il conçoit et lance le projet des Restos du Cœur sur Europe 1 en déclarant : « J'ai une petite idée comme ça, si des fois y a des marques qui m'entendent, je ferai un peu de pub tous les jours. Si y a des gens qui sont intéressés pour parrainer une cantine gratuite qu'on pourrait commencer par faire à Paris ». La première campagne se déroule du 14 décembre 1985 avec l'ouverture du premier resto, jusqu'au 21 mars 1986, jour de la fermeture annuelle.
Pour préparer son nouveau spectacle (prévu pour la rentrée de septembre au Zénith de Paris), il s'établit dans les Alpes-Maritimes à proximité de la Côte d'Azur (Châteauneuf-Grasse, près d'Opio). Il enregistre des maquettes abouties de plusieurs sketches sur une cassette audio (Les Hommes Politiques, Les Journalistes, L'Administration, Les Sportifs…) qu'il fait parvenir à son producteur, Paul Lederman. Ce spectacle est en principe prévu pour durer quarante jours, à partir du 23 septembre 1986. Il doit y interpréter un chômeur déguisé en Zorro. Sur l'affiche, est imprimé « Le nouveau spectacle de Coluche au Zénith », dont transcrit : « Y en aura pour tout le monde ». Une partie de ces sketches sera éditée ultérieurement ; on entend distinctement que les rires en fond ne sont pas ceux d'une grande salle à laquelle Coluche est alors habitué. Vingt ans après les faits, Fred Romano, sa compagne d'alors, déclare dans un entretien que certains de ces enregistrements auraient disparu durant les semaines qui ont suivi l'accident de moto de Coluche en 1986.
Au cinéma, Coluche (qui n'a plus tourné depuis 1984 — son dernier film, Le Fou de guerre, est sorti en 1985), est attendu aux auditions du film de Jean-Pierre Mocky, Le Miraculé (Paul Lederman a obtenu l'accord par écrit de Coluche pour y participer, où doit également se présenter Michel Blanc). Finalement, le film Le Miraculé sortira en 1987, mais avec Michel Serrault et Jean Poiret, Michel Blanc étant finalement retenu pour le tournage du film Tenue de soirée de Bertand Blier, auquel Coluche ne participera pas non plus.
En 1984, Coluche participe à la sélection pour le film Jean de Florette de Claude Berri ; pressenti pour incarner le personnage d'Ugolin, il tourne des essais avec Yves Montand (qui lui joue le Papet), mais n'est pas retenu, Claude Berri recherchant un personnage plus singulier (qui finalement sera interprété par Daniel Auteuil). Cela lui permet toutefois de faire davantage connaissance avec Montand, que Coluche n'a jusqu'à présent rencontré que brièvement, lors d'émissions enregistrées à la télévision. Les deux hommes s'apprécient, et Coluche apprend qu'Yves Montand est d'origine italienne et d'un milieu modeste, tout comme lui. Les deux hommes ont aussi la scène en commun. Lorsque Coluche n'est pas pris pour le film, Yves Montand trouve des mots réconfortants pour son nouvel ami. Cette rencontre est très importante pour Coluche, car Yves Montand participera à l'aventure des Restaurants du Cœur.

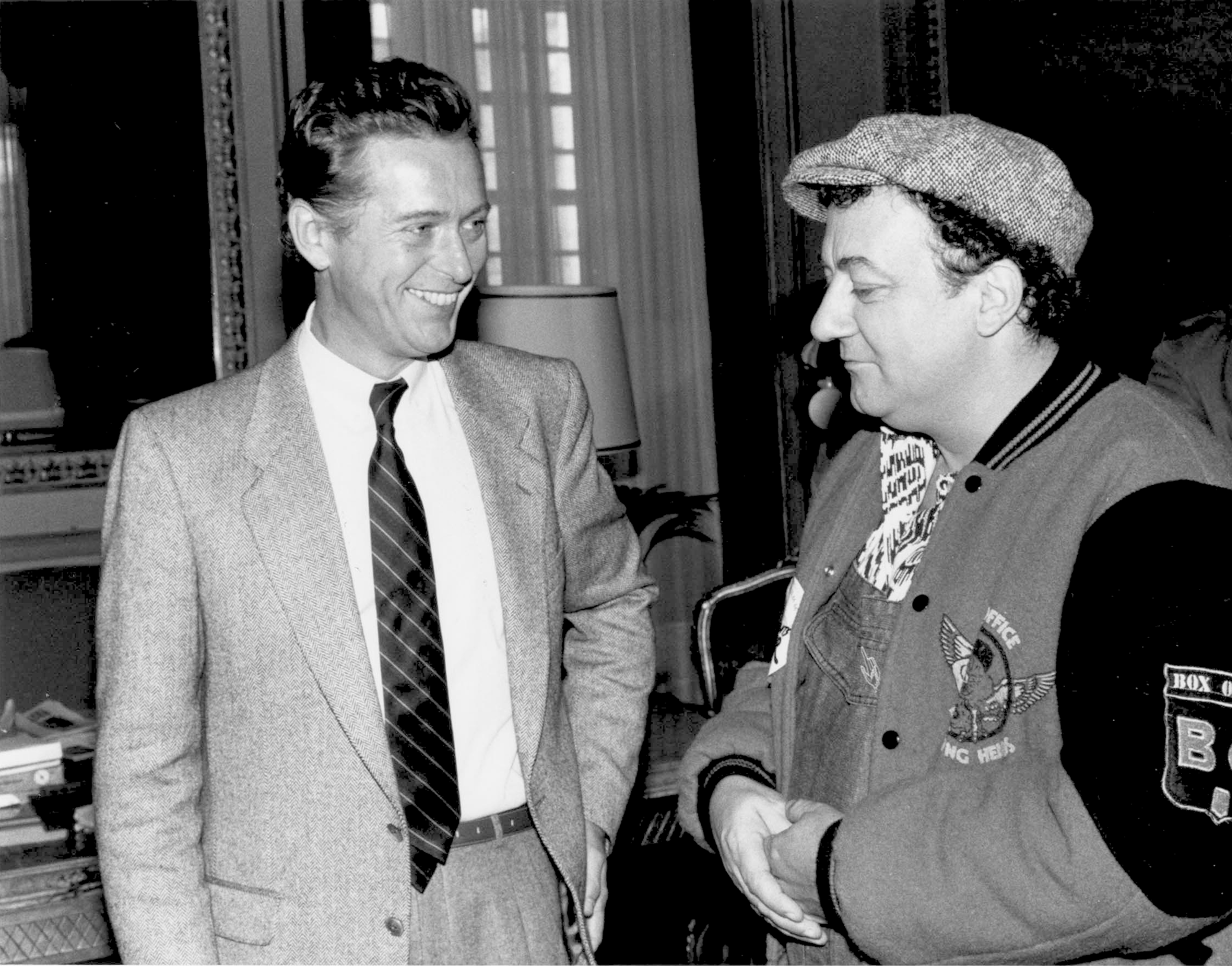
En décembre 1985, le maire de Toulouse Dominique Baudis, le reçoit pour le lancement des Restos du cœur.

### Mort

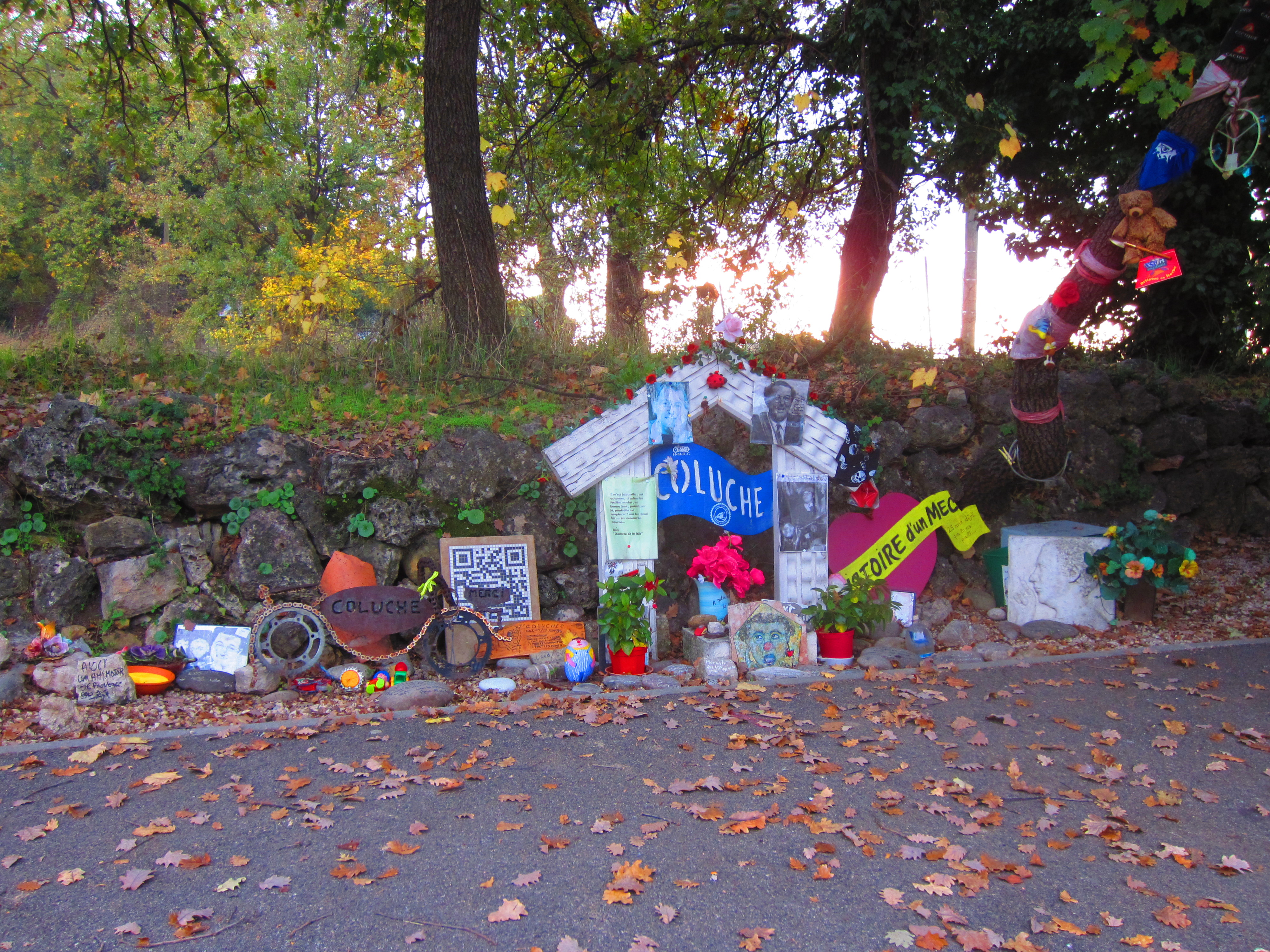
Stèle commémorative près du lieu de l'accident.

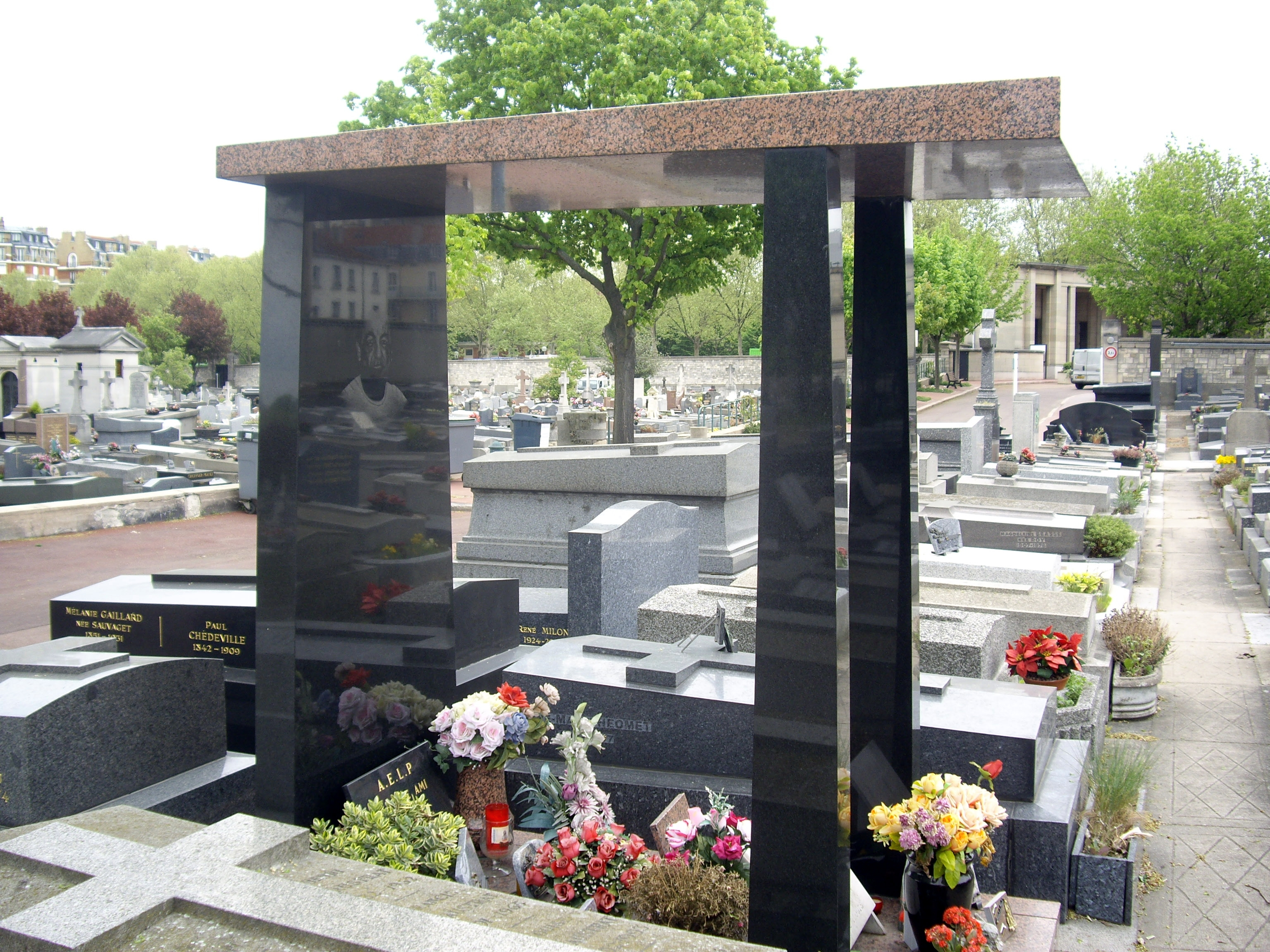
Tombe de Coluche, cimetière de Montrouge.

Le 19 juin 1986, Coluche quitte Cannes peu avant 16 heures pour rentrer à Opio sur une moto (Honda 1100 VFC), accompagné de deux de ses amis. Sur la départementale 3 entre Valbonne et Châteauneuf-Grasse, alors que les trois motards s'apprêtent à croiser un semi-remorque benne venant en sens inverse, ce dernier, chargé de gravats provenant de la gendarmerie de Grasse, effectue un virage sec à gauche, en vue de traverser la route et entrer dans une décharge. Les deux autres motards ont le temps de freiner, mais Coluche, qui ne porte pas de casque, ne peut éviter la collision : sa tête heurte l'avant-droit du véhicule de 38 tonnes, et il est tué sur le coup, sur les alentours de 16 h 30alors que son retour à Paris est prévu pour le lendemain à la suite de cette petite virée à moto ce jour-là.
L'enquête établit que, contrairement aux premières déclarations du chauffeur du camion répercutées par une partie de la presse,, l'humoriste ne roule pas à grande vitesse : sur cette route sur laquelle la vitesse maximale autorisée est de 90 km/h, sa moto circule à 60 km/h. L'enquête est menée par la gendarmerie et dirigée par le juge d'instruction Jean-Paul Renard ; leur conclusion soutient la thèse de l'accident. En 1988, le chauffeur Albert Ardisson est condamné à une amende de 1 000 francs par le tribunal correctionnel de Grasse, pour homicide involontaire (Il meurt le mercredi 15 mai 2024, à l'âge de 85 ans),. Toutefois, le chauffeur Albert Ardisson, en raison de son rôle et des contradictions que l'enquête a relevées dans ses déclarations, est au centre de plusieurs théories du complot qui se développent ensuite autour de la mort de Coluche, suspectant un assassinat « sur d'obscurs ordres du pouvoir ou de l'industrie agro-alimentaire à cause des restos du cœur… » Depuis lors, Albert Ardisson subit une dépression nerveuse et refuse toute autre interview,. Un ouvrage, publié en 2006, Coluche, l'accident, de Jean Depussé et Antoine Casubolo décrit les conditions dans lesquelles l'intervention de la gendarmerie locale et l'enquête policière ont été menées en 1986, mettant en relief certains éléments, sans pouvoir toutefois trancher entre les hypothèses évoquées, faute de preuves.
Coluche est inhumé le 24 juin 1986 à 10 h 30, au cimetière de Montrouge, dans le 14e arrondissement parisien, près de la porte d'Orléans. De nombreuses personnalités de l'industrie du spectacle sont présentes à son enterrement. La cérémonie funèbre est célébrée par l'abbé Pierre, lequel déclare alors : « Si vous entendez quelqu'un dire qu'il ne respectait rien, dites-leur que ce n'est pas vrai ! Je suis témoin ».
À une centaine de mètres de l'accident, à hauteur du carrefour du Piol, entre Opio et Valbonne, un lieu de recueillement est aménagé et fait l'objet d'un rassemblement annuel de motards, au mois de juin,. À côté se trouve une stèle, régulièrement fleurie par des riverains et visiteurs. Le carrefour du Piol a été rebaptisé « rond-point Coluche » le 23 juin 2013.
La bataille autour de l'héritage de Coluche commence dès sa mort, ses deux fils Marius et Romain Colucci (qui ont d'abord refusé la succession, « à cause des dettes colossales », puis ont accepté l'héritage au début des années 1990) étant en conflit ouvert avec Paul Lederman, l'impresario-producteur de l'humoriste. Cette bataille prend une dimension juridique quand Marius et Romain assignent la société de production de Paul Lederman en justice, d'abord au civil en 1998, puis au pénal en 2009. Le conflit porte sur les redevances des droits d'auteur attachés à l'exploitation des enregistrements phonographiques de Coluche, son ex-femme Véronique Kantor ayant reçu la totalité de ces redevances pour la période de leur mariage et ayant cédé ces droits en 1988 à Lederman moyennant une contrepartie financière.

## Travail humanitaire

Coluche crée l'association humanitaire des Restos du Cœur en 1985.

Célèbre comme humoriste, il est également connu comme le fondateur des Restos du Cœur. Issu d'un milieu défavorisé (« Je ne suis pas un nouveau riche, je suis un ancien pauvre »), il a pris conscience de grosses défaillances en France, pour l'entraide envers les plus démunis ; cette association étant conçue pour provisoirement pallier les carences. Cependant, l'histoire de la misère sociale de la France a rendu son initiative pérenne. Il est également à l'origine d'une loi dite « Loi Coluche », votée en 1988. Cette loi permet à un particulier ou à une entreprise qui souhaite faire un don à certains organismes d’aide aux personnes en difficulté, de déduire, dans une certaine limite, 75 % de la somme donnée de ses impôts.
Sa célèbre salopette bleue et blanche qu'il arbore depuis le début de sa carrière d'humoriste, provient du mouvement Emmaüs. Devenu célèbre, il « renvoie l'ascenseur » à l'association humanitaire, en remettant à son fondateur, l’abbé Pierre, un chèque d'un montant élevé, solde des dons réunis pour les Restos du cœur.

## Hommages

### Émissions de télévision
- À partir du 16 septembre 1989[62], La Cinq diffuse un sketch chaque soir de la semaine, avant et après le journal de 20 heures, sous le titre « C'est l'histoire d'un mec… »[63].
- En avril 1991, sur La Cinq, « Coluche-Le Luron pour toujours » ou « Coluche, Le Luron, est-ce bien raisonnable ? » présente de nombreux sketches et extraits de spectacles des deux comiques puis se termine par la parodie de mariage en public de Coluche avec Thierry Le Luron[64].
- En 2006, en hommage à Coluche pour les vingt ans de sa mort, sont passés à la télévision trois documentaires : Coluche, toujours 20 ans, reprenant les meilleurs de ses sketches, avec comme interprète Didier Gustin (réalisateur Guy Job)[65], Coluche, la France a besoin de toi ! de Eric Guéret (celui-ci étant plus axé sur sa vie personnelle et familiale)[66] et Coluche : une mort sans réponse (voix off de Philippe Labro) est plus basé sur sa mort.
- En août 2008, sur France 2, Laurent Delahousse propose un numéro de l'émission « Un jour, un destin » consacré à Coluche[67].
- En avril 2011 à l'occasion des 25 ans de sa mort, sur France 5, Marie Drucker présente trois émissions consacrées à Coluche dans le cadre de la série « C'est notre histoire »[68] ainsi qu'une grande soirée Coluche avec deux documentaires sur Paris Première[69].
- En février 2012 et rediffusé en octobre 2012, sur TMC, Laurence Boccolini présente « Éternel Coluche », émission en deux volets, consacrée à l'artiste[70].
- En septembre 2012, France 4 diffuse « Coluche, l'histoire d'un mec »[71], suivi de « Coluche, l'ami public numéro 1 »[72].
- En mai 2014, un documentaire sur la chaîne D8 a été diffusé,  Du Schmilblick aux Restos du cœur : la folle histoire de Coluche, fêtant de façon posthume le 19 mai 1974, jour de sa première apparition sur la scène télévisée et retraçant sa vie[73].

### Films
- Le film Ni pour, ni contre (bien au contraire) de Cédric Klapisch (2003) reprend pour son titre une citation de Coluche : « Je ne suis ni pour, ni contre, bien au contraire »[74].
- Le film Coluche, l'histoire d'un mec, réalisé par Antoine de Caunes (2008), relate les événements autour de la candidature de Coluche lors de l'élection présidentielle française de 1981. François-Xavier Demaison en est l'acteur principal. Le film est vu par 540 005 spectateurs en France[75].
- Au début du film Les Frères Pétard, on peut lire : « Si on ne peut plus rire des trucs sérieux, de quoi va-t-on rire ? Coluche. »

### Musique

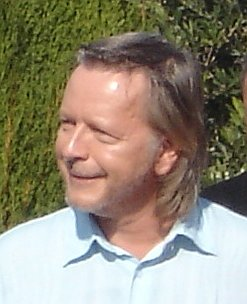
Le chanteur Renaud, ami proche de Coluche depuis 1969, lui a rendu hommage dans la chanson Putain de camion.

- Gérard Lenorman fait un clin d'œil à Coluche de son vivant, dans la chanson Si j'étais Président (1980) : « Coluche, notre ministre de la rigolade, imposerait des manèges, sur toutes les esplanades… »
- Renaud, ami proche (Coluche est aussi le parrain de sa fille Lolita Séchan) ; quelques jours à peine après sa mort, le chanteur lui dédie la chanson Putain de camion. Un album du même nom sort deux ans plus tard. Quelques années auparavant et signé sous son patronyme Michel Colucci, Coluche a écrit et composé pour Renaud, le titre Soleil immonde paru sur l'album Le Retour de Gérard Lambert sorti en 1981. Renaud cite également son ami artiste dans la chanson Mon bistrot préféré (Boucan d'enfer), dans la chanson Petite (Putain de Camion) ainsi que dans La Vie est moche et c'est trop court (Renaud).
- Gogol Premier, chanteur de punk français, signe la chanson Mais qui va nous faire marrer (juin 1986) quelques heures après la mort de Coluche[76]. Il apparaît par ailleurs dans le film Tchao Pantin de Claude Berri.
- Jean-Luc Lahaye lui rend hommage dans le titre J' t'aime quand même (Tchao Coluche), face B du 45 tours Il faudrait que tu reviennes, toutes deux extraites de l'album Flagrant délit tendresse (septembre 1986).
- Vulcain, groupe de heavy metal français, signe la chanson Jeudi 19 juin dans l'album Big Brothers (1986) en souvenir du jour de sa mort.
- Les VRP font allusion à Coluche dans leur chanson Mardi Gras (1989) : « Vivement mardi gras, […] avec un faux Coluche qui essaye de vous faire marrer […] C’est l’histoire d’un mec… »
- Bérurier Noir dans leur chanson On a faim (1990) : « salut même aux Restos du cœur, c'est tout de même mieux que chez les bonnes sœurs. »
- Les Wriggles parlent de la mort de Coluche dans leur chanson Le complot (1994) : « Vous croyez que Coluche est mort bêtement écrasé par un camion ? »
- Carlos : Colucci (1997).
- Oxmo Puccino évoque Coluche dans sa chanson L’enfant seul (1998) : « L'enfant seul c'est l'inconnu muet du fond de classe, celui de qui on se moque, rond comme Coluche. »
- Monsieur R évoque Coluche dans sa chanson Quoi, Ma Gueule ? (2000) : « Aussi connue que les conneries de Coluche. »
- Don Choa évoque Coluche et Les Restos du cœur dans sa chanson Jungle de Béton (2007) : « Seul Coluche t'invite au resto ».
- Jordy évoque Coluche dans sa chanson Diplomate (2008) : « J'aimerais rejoindre John, Coluche, Gainsbourg mais je crois pas aux anges, au paradis et à tout ça. »
- Les Fatals Picards critiquent les Enfoirés dans leur chanson C'est l'histoire d'une meuf (2009) : « T'espères au moins que sur le refrain c'est toi qui tiens Coluche par la main. »
- Rockin Squat évoque Coluche dans sa chanson Triste Paris (2010) : « Coluche et Le Luron au paradis doivent devenir dingues. »
- Soprano dans sa chanson Hiro (2010) lui rend hommage en affirmant vouloir « remonter le temps pour crever les pneus de sa moto ».
- La Fouine parle des Restos du cœur de Coluche dans sa chanson Débuter en bas (2011) : « Cache tes courses maman quand tu reviens de chez Coluche. »
- Mike Lécuyer consacre un couplet à Coluche dans sa chanson C'est pas moi qui… sur l'album De Montparnasse à Montréal (2011) : « Putain d’moto se dit le camionneur / En r’gardant dans son rétroviseur / C’est pire qu’une dose de cocaïne / Et ça fait mal dans les narines / C’était l’histoir’ d’un mec président / Et on s’est bien marré un moment / J’ai pas tué Colucci, Va t’ fair’ cuir’ un steak, mec, C’est pas moi qui… »
- Black M évoque Coluche dans sa chanson Je fonce (2013) : « J'vais te faire pleurer, te distraire, comme Coluche. »
- Sofiane lui dédie une des chansons de son album Affranchis (2018), Coluche.
- Orelsan évoque Coluche dans son morceau Civilisation (2021) : « J'viens d'là où les darons ressemblent à Coluche, j'viens d'la campagne normande. »

### Autre
- L'astéroïde (170906) Coluche est nommé en son honneur.
- Un buste en glaise de Coluche fut réalisé par le sculpteur Daniel Druet[77].
- Henri Giraud : humoriste, acteur et musicien français, célèbre imitateur de Coluche.

### Fleurs
- Une variété de rose, est nommée Rose 'Coluche' en son honneur. On peut la voir par exemple dans la roseraie du parc du Thabor à Rennes.

### Fossiles
- Une ammonite (céphalopode fossile) du Crétacé a été nommée en son honneur : Loyezia colucci Leroy, Vermeulen, Lazarin, Lepinay and Mascarelli, 2017[78].

### Monuments
- Une statue de Coluche au Vigan, dans le Gard, installée dans un parc de la ville[79].
- Plaque commémorative sur la route d'Opio[55],[80].
- À Coluche, statue commémorative en bronze du sculpteur Guillaume Werle, représentant le comique par sa tenue de scène, la salopette et les Doc Martin's, est inaugurée le mardi 14 juin 2011 à Montrouge, place de la Libération[81]. La ville natale de Michel Colucci, Véronique, Marius et César ont souhaité ainsi célébrer les 25 ans de sa disparition.

### Noms d'établissements

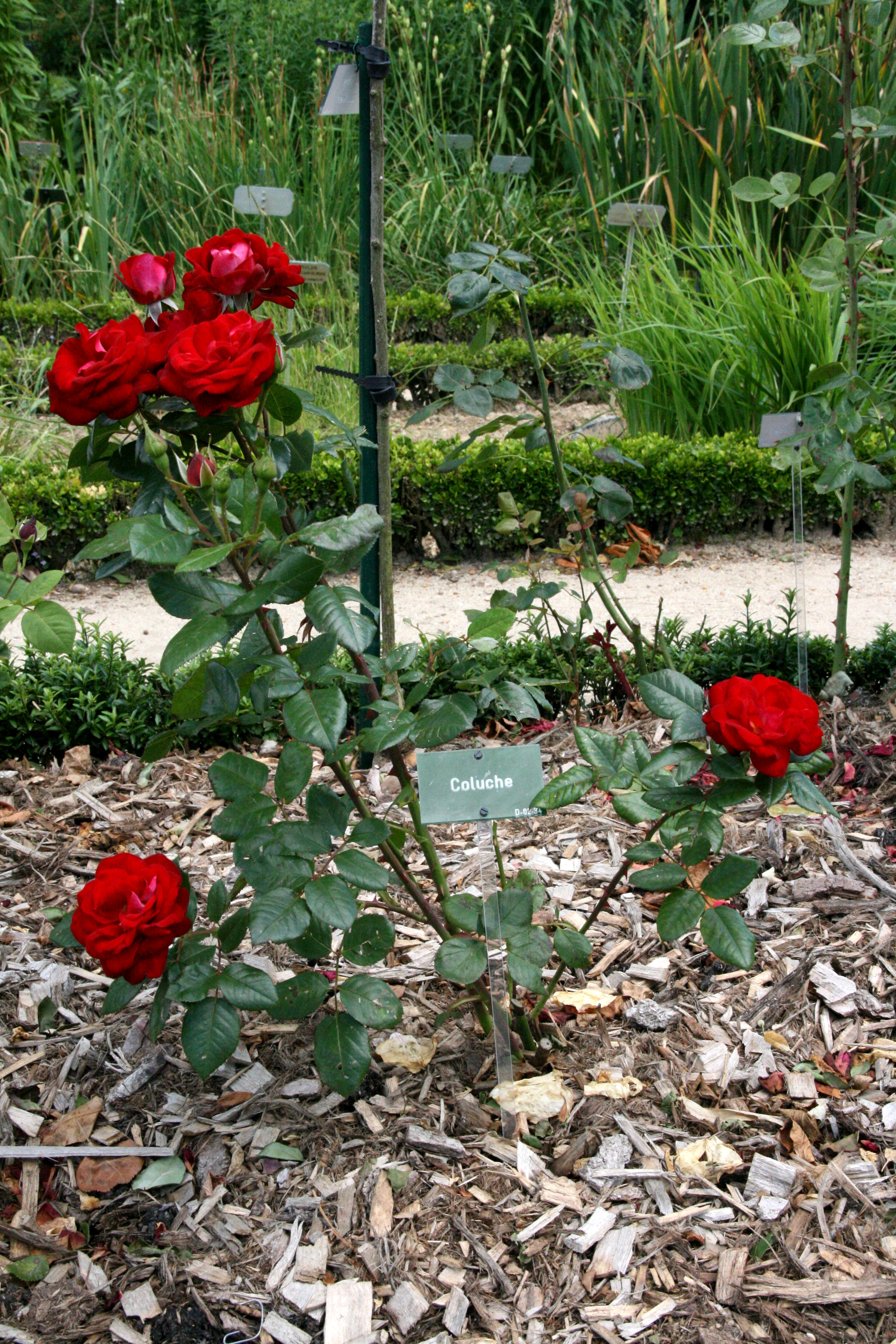
Le rosier Coluche.

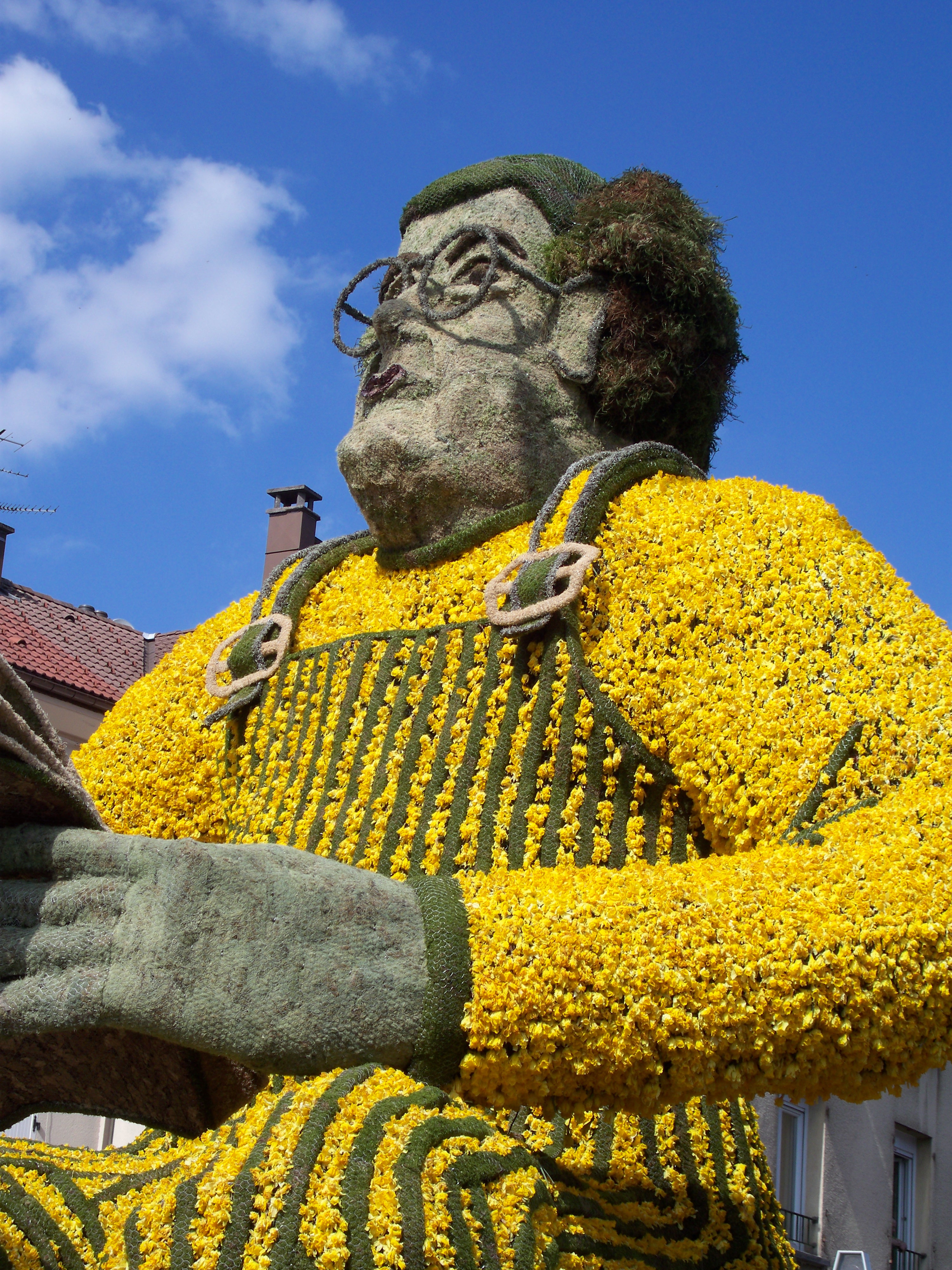
Multiples jonquilles représentant Coluche à la fête des jonquilles de Gérardmer en 2011.

- Centre aéré Michel-Colucci à Château-Renault (Indre-et-Loire).
- Centre de ressources et de loisirs Coluche, place Coluche à Calais.
- École Coluche à Val-de-Reuil (Eure).
- École élémentaire Michel-Colucci à Montberon.
- Écoles maternelle et élémentaire Michel-Colucci à Metz (Moselle).
- Espace Michel-Colucci à Montrouge (cinéma, théâtre)
- Le Schmilblick, café associatif à Montrouge.
- Espace Coluche à Athis-Mons.
- Espace Coluche à Genlis (centre social).
- Espace Coluche à Saint-Paul-Trois-Châteaux (Drôme)
- Espace Michel-Colucci à Évry-Courcouronnes (Essonne)
- La salle Coluche à Compans.
- La salle Coluche à Hondschoote (Nord).
- La salle Coluche à Loon-Plage.
- La salle Coluche à Rang-du-Fliers.
- Le centre social Michel-Colucci à L'Isle-d'Abeau.
- Le cinéma Le Coluche à Istres.
- Le collège Michel-Colucci de Rougemont-le-Château, Territoire de Belfort, inauguré le 7 novembre 2006 en présence de la veuve de Coluche. Choix des élèves et non du maire[82].
- Le petit théâtre Coluche à Marmande (Lot-et-Garonne).
- Le Studio Coluche de la radio Europe 1.
- Le théâtre Espace Coluche de la ville de Plaisir.
- Maison de quartier Coluche à Romans-sur-Isère.
- Maison Michel-Colucci à Arras.
- Maison Michel-Colucci à Longjumeau.
- Maison pour tous Michel-Colucci à Montpellier.
- Pôle multiservice Michel-Colucci Carrières-sous-Poissy.
- Salle Michel-Colucci à Chauconin-Neufmontiers (Seine-et-Marne).
- Salle Michel-Colucci à Divion (Pas-de-Calais).

En France, en 2015, dix établissements scolaires portent son nom.

### Odonymes

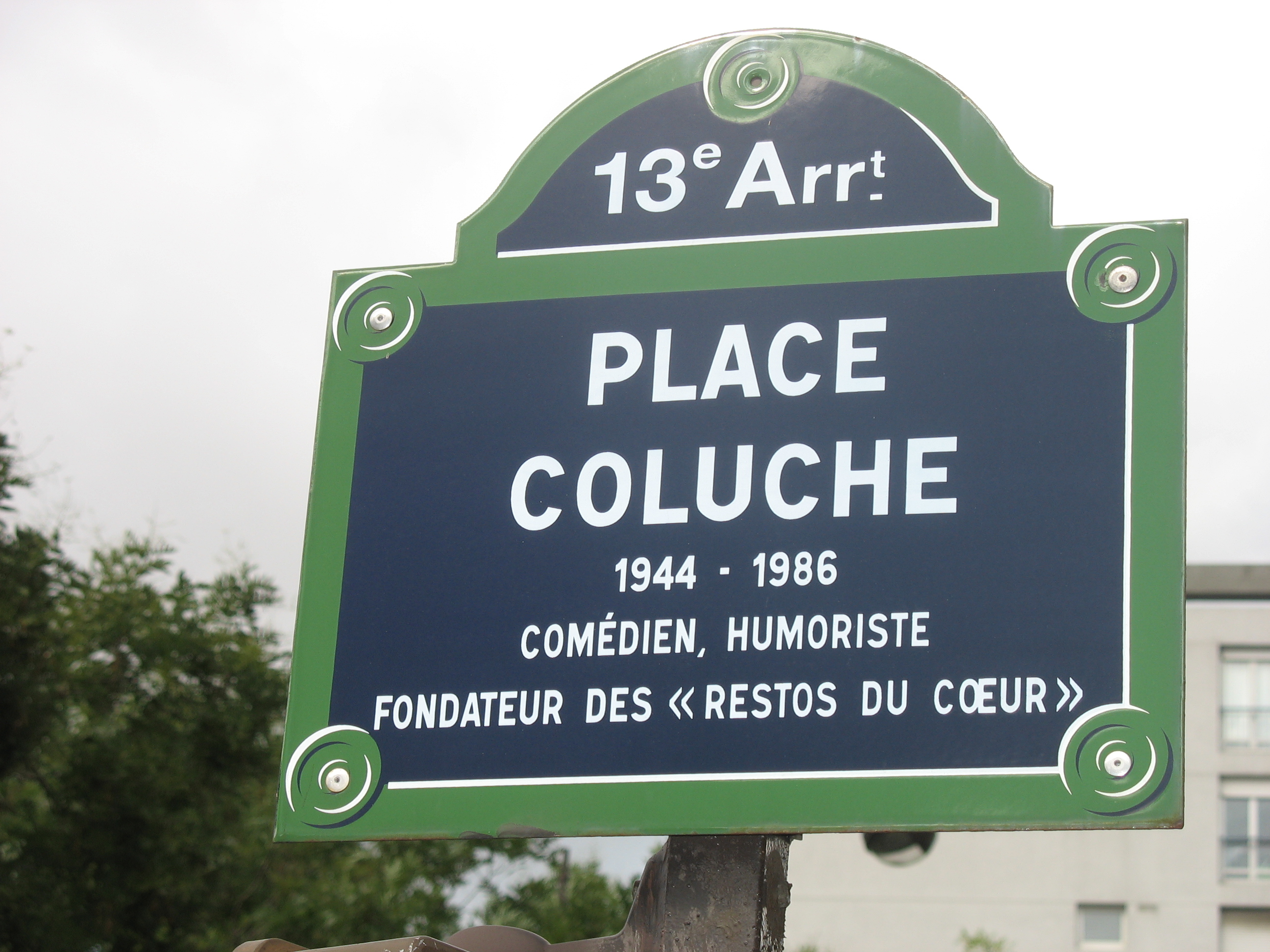
La place Coluche à Paris.

Une cinquantaine de lieux portent le nom de Coluche,.
- Rue Coluche, 50130, Cherbourg-Octeville, Cherbourg-en-Cotentin
- Rue Coluche, 59163, Condé-sur-l'Escaut, Arrondissement de Valenciennes
- Rue Michel Colucci dit Coluche, 60230, Chambly, Arrondissement de Senlis
- Rue Coluche, 33440, Ambarès-et-Lagrave, Arrondissement de Bordeaux
- Impasse Coluche, 33310, Lormont, Arrondissement de Bordeaux
- Rue Coluche, 33270, Commune de Floirac, Arrondissement de Bordeaux
- Square Coluche, 33130, Bègles, Arrondissement de Bordeaux
- Rue Michel Colucci, 34500, Montimaran, Béziers
- Impasse Coluche, 63510, Aulnat, Arrondissement de Clermont-Ferrand
- Impasse Coluche, 31140, Launaguet, Arrondissement de Toulouse
- Avenue Coluche, 46160, Cajarc, Arrondissement de Figeac
- Chemin Coluche, 46150, Labastide-du-Vert, Arrondissement de Cahors
- Rue Coluche, 32330, Gondrin, Arrondissement de Condom
- Rue Michel Colucci dit « Coluche », 86000, Poitiers, Arrondissement de Poitiers
- Rue Michel Colucci dit Coluche, 42300, Roanne, Arrondissement de Roanne
- Rue Coluche, 86100, Châtellerault, Arrondissement de Châtellerault
- Giratoire Coluche, 56890, Saint-Avé, Arrondissement de Vannes
- Rue Coluche, 56890, Saint-Avé, Arrondissement de Vannes
- Allée Coluche, 21800, Quetigny, Arrondissement de Dijon
- Rond-Point Coluche, 06650, Opio, Arrondissement de Grasse
- Impasse Michel Colucci dit Coluche, 31140, Montberon, Arrondissement de Toulouse
- Rue Coluche, 44521, Couffé, Châteaubriant-Ancenis
- Impasse Coluche, 31140, Commune de Saint-Alban, Arrondissement de Toulouse
- Place Coluche, 34800, Clermont-l'Hérault, Arrondissement de Lodève
- Place Coluche, 62100, Calais, Arrondissement de Calais
- Impasse Coluche, 63670, Commune de La Roche-Blanche, Arrondissement de Clermont-Ferrand
- Rue Coluche, 27590, Pîtres, Arrondissement de Les Andelys
- Avenue Coluche, 77280, Othis, Arrondissement de Meaux
- Rue Coluche, 11590, Ouveillan, Arrondissement de Narbonne
- Rue Michel Colucci dit Coluche, 29200, Brest, Arrondissement de Brest
- Voie Coluche, 76260, Eu, Arrondissement de Dieppe
- Allée Michel Colucci Dit Coluche, 77610, Fontenay-Trésigny, Arrondissement de Provins
- Place Coluche, 77370, Gastins, Arrondissement de Provins
- Rue Michel Colucci dit Coluche, 34070, Croix d'Argent, Croix d'Argent, Montpellier
- Rue Michel Coluche, 61190, Tourouvre, Tourouvre au Perche
- Allée Coluche, 35230, Châtillon-sur-Seiche, Noyal-Châtillon-sur-Seiche
- Rue de la Coluche, 11430, Gruissan-Plage, Gruissan
- Rue Coluche, 11200, La Bouissonne, Lézignan-Corbières, Lézignan-Corbières
- Rue Coluche, 31130, Cyprié, Balma
- Rue Coluche, 62720, Locquinghen, Rety
- Rue Michel Coluche, 40280, Hameaux de Saint-Pierre, Commune de Saint-Pierre-du-Mont
- Rue Michel Colucci dit « Coluche », 86000, Bellejouane, Poitiers
- Allée Coluche, 36130, Grangeroux, Déols
- Allée Coluche, 85200, La Boule d'Or, Fontenay-le-Comte
- Place Michel Colucci dit Coluche, 21300, Le Mail, Chenôve
- Rue Michel Coluche, 63920, Le Creux, Peschadoires
- Rue Coluche, 57280, Le Clos des Lys, Maizières-lès-Metz
- Rue Michel Colucci dit Coluche, 29360, Lannevain, Clohars-Carnoët
- Place Coluche, 75014, Quartier de la Glacière, Quartier de la Maison-Blanche, Paris 13e Arrondissement
- Esplanade Coluche, 26230, Germanias, Valaurie
- Rue Coluche, 57860, Sur les Pâquis, Montois-la-Montagne
- Square Coluche, 17 rue de Fontaine Écu, 25000 Besançon

## Œuvres

### Spectacles collectifs
- Un nombre insensé de choses écrites, jouées et dansées par le Café de la Gare (remplacé par le nom de certaines vedettes en fonction des soirées[86])
- Allume, j'étouffe ! - 1971

### Spectacles solo
- Thérèse est triste - 1971
- Mes Adieux au Music-hall - 1974 (1re version des portraits de « cons », Coluche se place toujours du point de vue des « dominés »)
- Mes Adieux au Music-hall - 1975 (2e version, continuant dans ses portraits de « cons »)
- Mes adieux au Music-hall - 1977 (3e version, inaugure une généalogie de la connerie. Coluche change de style et commence à parler en son nom et commence à critiquer la presse et la télévision comme origine de la connerie)
- Mes Adieux au Music-hall - 1979 (4e version, esquisse une sociologie des « cons » et commence à critiquer directement la publicité, la religion et les personnalités politiques)

### Théâtre
- Ginette Lacaze - 1976[87]

### Chansons

#### Auteur et coauteur
- Soleil immonde, écrite pour Renaud (1981). Parue cette même année dans l'album Le Retour de Gérard Lambert.
- Misère (1978)
- La Guitare enragée (1979)
- Quand je la vois (quel émoi)
- Avec Patrick Olivier :
  - Sois fainéant (Ou conseil à un nourrisson)
  - Stéphane Maréchal
- Avec Alain Pellet :
  - Oh ! Que c'est beau (biguine)[88]
- Avec Xavier Thibault :
  - J'y ai dit viens
  - J'suis l'andouille qui fait l'imbécile
  - Je suis un voyou
  - The blues in Clermont-Ferrand
  - Quand je serai grand
  - Je veux rester dans le noir
  - Oh ! Ginette
  - Noël
  - Reviens, va-t'en

#### Interprète
- J'tape un doigt (d'Alcouff, D'Onorio et Pinzano).
- La Chanson des Restos, écrite par Jean-Jacques Goldman (paroles et musique).
- La salsa du démon (Coluche remplace durant une certaine période, le chanteur Jacques Delaporte, interprète de Belzébuth).
- Quand je serai grand j'veux être con (Michel Colucci / Xavier Thibault).
- On n'est pas là pour se faire engueuler (de Boris Vian et Jimmy Walter).

### Filmographie

#### Comme réalisateur
- 1977 : Vous n'aurez pas l'Alsace et la Lorraine (coréalisé avec Marc Monnet).

#### Comme producteur
- 1975 : Au long de rivière Fango de Sotha[89]

#### Comme acteur

##### Années 1960
- 1969 : L'Innocente, court métrage d'Olivier Ricard : un pêcheur

##### Années 1970
- 1970 : Le Pistonné de Claude Berri : Marquand (crédité Michel Coluche en fin de générique)
- 1970 : Peau d'Âne (non crédité) de Jacques Demy : un paysan injurieux
- 1971 : Laisse aller... c'est une valse ! de Georges Lautner : le patron du café (crédité Colhuche au générique)
- 1971 : Madame êtes-vous libre ? (téléfilm) : Georges
- 1971 : Tang (série télévisée) d'André Michel : un infirmier
- 1972 : Sex shop de Claude Berri (non crédité)
- 1973 : Elle court, elle court la banlieue de Gérard Pirès : Bouboule
- 1973 : L'An 01 de Jacques Doillon : le chef du bureau
- 1973 : Themroc de Claude Faraldo : le jeune voisin/un ouvrier/un flic
- 1973 : Le Grand Bazar de Claude Zidi : le visiteur de l'appartement
- 1973 : La Ligne de démarcation (feuilleton) de Jacques Ertaud, 3e épisode (Alex) : l'évadé froussard
- 1975 : Salavin d'André Michel (téléfilm) : Tastard
- 1975 : La Cloche tibétaine (téléfilm) de Serge Frydman, Michel Wyn : Cécillon
- 1976 : Les vécés étaient fermés de l'intérieur de Patrice Leconte : l'inspecteur Charbonnier
- 1976 : L'Aile ou la Cuisse de Claude Zidi : Gérard Duchemin
- 1977 : Drôles de zèbres de Guy Lux : le chef des cuisines
- 1977 : Vous n'aurez pas l'Alsace et la Lorraine de (et avec) Coluche et Marc Monnet : le roi Gros Pif

##### Années 1980
- 1980 : Inspecteur la Bavure de Claude Zidi : Michel Clément
- 1980 : Reporters de Raymond Depardon : lui-même
- 1981 : Signé Furax de Marc Simenon : l'agent double 098/099
- 1981 : Le Maître d'école de Claude Berri : Gérard Barbier
- 1982 :  Elle voit des nains partout ! de Jean-Claude Sussfeld : un hallebardier
- 1982 : Deux Heures moins le quart avant Jésus-Christ de Jean Yanne : Ben-Hur Marcel /Aminemephet
- 1983 : Banzaï de Claude Zidi : Michel Bernardin
- 1983 : La Femme de mon pote de Bertrand Blier : Micky
- 1983 : Tchao Pantin de Claude Berri : Lambert
- 1983 : Soleil, Soleil (vidéo-clip du chanteur Ahmed Fakroun) de Jean-Baptiste Mondino : un téléspectateur[90]
- 1984 : Le Bon Roi Dagobert de Dino Risi : Dagobert 1er
- 1984 : La Vengeance du serpent à plumes de Gérard Oury : Loulou Dupin
- 1984 : Les Rois du gag de Claude Zidi : Georges
- 1985 : Sac de nœuds de Josiane Balasko : Coyotte
- 1985 : Le Fou de guerre de Dino Risi : Oscar Pilli
- 1986 : Les restaurants du cœur (vidéo-clip) : lui-même

### Discographie
- Disque Mimi 86 édité six mois après sa mort et figure dans la liste des titres musicaux numéro un en France en 1986[91],[92].
- Un CD paru en 1991 regroupant les meilleurs extraits de l'émission l'Humour continue pendant les travaux de Coluche sur RFM.
- L'intégrale de ses sketches est rééditée en 1996 dans un coffret de sept CD, sous le nom Coluche intégral. Le coffret prend la forme et le graphisme d'un carton de lessive.
- Un coffret de trois DVD Coluche : Ses plus grands sketches, TF1 Vidéo, 2002.
- Un DVD regroupe les meilleurs moments de ses deux passages au Jeu de la vérité de Patrick Sabatier, TF1 Vidéo, 2001.
- Un coffret Vive la guerre regroupant les DVD Coluche 1 faux volumes 1 à 3 ainsi que les manuscrits originaux de l'opéra sur le thème de la guerre écrit en 1986 par Coluche mais jamais interprété en public, une série de photos rares de Coluche et les paroles des chansons de l'opéra, Studiocanal, 2011.

### Ouvrages
- Coluche, illustré par Reiser, Y en aura pour tout le monde.  (ISBN 2070385418)[93]
- Coluche, Ça roule ma poule.  (ISBN 2-749-100-33-X)[94]
- Coluche, Elle est courte mais elle est bonne.  (ISBN 2-253-1526-33)[95]
- Coluche, Et vous trouvez ça drôle ?  (ISBN 2-253148091)[96]
- Coluche, L'horreur est humaine.  (ISBN 2-253-07299-0)[97]
- Coluche, Pensées et anecdotes.  (ISBN 2-7382-1175-5)[98]
- Coluche, La France pliée en quatre, Paris, éditions Calmann-Lévy, 42 p., 1981  (ISBN 2702104126) et  (ISBN 9782702104125).
- Cahiers du cinéma no 386 (retrace l'histoire du cinéma français dans la vie de Coluche) et Le Nouveau Détective no 197 de cette même année (dont des pages sont consacrées aux derniers jours de l'humoriste à Opio).
- « Coluche en Bd et Images », Moto Journal no 755 du 26 juin 1986 (expliquant de façon détaillé son accident le 19 juin 1986) et Coluche, c'est l'exploit d'un mec (de Jean Graton, d'Éric Courly et Bruno Gillet), chez Graton éditeur en 1999 (rééditions Dupuis 2011 et 2016), raconte sa vie de sa naissance jusqu'à son décès.
- André Halimi, Coluche victime de la politique, chez FeniXX puis aux éditions Hachette, 179 p., 1er janvier 1994  (ISBN 2863915932) et  (ISBN 9782863915936).
- Coluche, Coluche président, éditions J'ai Lu, 191 p., 1994  (ISBN 2277237507) et  (ISBN 9782277237501).
- Robert Mallat, Coluche, Devos et les autres, éditions de l'Archipel, 24 septembre 1997  (ISBN 9782841870608).
- Jean Waquet, Coluche, Soleil Productions, 79 p., 7 juin 2006  (ISBN 2849464961) et  (ISBN 9782849464960).
- Coluche, Le Best of Coluche, Le Cherche midi, 27 avril 2006, 234 p. et 1 DVD  (ISBN 2-7491-0698-2), Recueil d'entretiens donnés à la presse et à la radio.
- Coluche par Coluche, préfacé par Philippe Vandel, Le Cherche midi, 238 p., 28 octobre 2004  (ISBN 2-7491-0305-3 et 978-2-7491-0305-1)
- Coluche, le pavé, préfacé par Pierre Bénichou, Le Cherche midi, 525 p., 2010  (ISBN 2-7491-1810-7) et Collector, 640 p., 2016  (ISBN 2-7491-5260-7)
- Coluche, le roi du gag par Christian Dureau, Éditions Didier Carpentier, 109 p., 16 juin 2011  (ISBN 2841677230 et 9782841677238)
- Coluche, une vie d'enfoiré (BD faite pour les 70 ans de Coluche), éditions Jungle, 88 p., sorti 22 octobre puis officiel le 5 novembre 2014  (ISBN 2822208174 et 9782822208178).
- Coluche, l'almanach (de Cabu et Georges Wolinski), Le Cherche midi, 232 p., 26 novembre 2015  (ISBN 274914888X et 9782749148885)
- Le petit Coluche, illustré par l'exemple (de Gilles Bouley-Fracnhitti), éditions Nouveau-Monde, 9 juin 2016  (ISBN 2369423838 et 9782369423836).

### Sketches
- 1971 : La fleuriste (Sketch à la télévision, avec Roland Giraud, dans Cadet Rousselle
- 1974 : C'est l'histoire d'un mec... sur le pont de l'Alma
- 1974 : Gugusse
- 1974 : Histoires à bide (Le couvreur et L'éléphant)
- 1974 : Je me marre
- 1974 : La manifestation
- 1974 : La procession télévisée
- 1974 : Le CRS arabe
- 1974 : Le match France-Angleterre
- 1975 : J'suis l'andouille qui fait l'imbécile (chanson)
- 1975 : J'y ai dit viens (chanson canadienne) (chanson)
- 1975 : Je suis un voyou (chanson)
- 1975 : Je veux rester dans le noir (chanson)
- 1975 : L'ancien combattant
- 1975 : L'auto-stoppeur
- 1975 : Le blouson noir
- 1975 : Le flic
- 1975 : Le schmilblick
- 1975 : Mes adieux au music-hall
- 1975 : Quand je serai grand (chanson)
- 1975 : Quand je la vois (Quel émoi) (chanson)
- 1975 : Tel père, tel fils (Gérard)
- 1975 : The blues in Clermont-Ferrand (chanson)
- 1976 : La gym
- 1976 : Le cancer du bras droit
- 1976 : Le Temps des cerises
- 1976 : Poème : noir !
- 1977 : Et puis y’a la télé (Les journalistes)
- 1977 : J'ai pas dit ça… sur les sportifs
- 1977 : Je suis bien content d'être en France
- 1977 : La bagarre
- 1977 : Le clochard analphabète
- 1977 : Les militaires
- 1977 : Oh ! Que c'est beau (chanson)
- 1977 : On n'a pas eu d'bol !
- 1977 : Les Français parlent aux…
- 1977 : Moi, ça va
- 1977 : Mon papa
- 1978 : Misère (chanson)
- 1978 : On n'est pas là pour se faire engueuler (chanson)
- 1978 : Qui perd, perd
- 1978 : Stéphane Maréchal (chanson)
- 1979 : La guitare enragée (chanson)
- 1979 : Le belge
- 1979 : La politique (En politique, on est 'achement balèze)
- 1979 : La publicité
- 1979 : Le syndicat : le délégué
- 1979 : Le viol
- 1979 : Les papes (Jean-Paul II et Jean Retiens I) (chanson)
- 1979 : Sois fainéant (ou conseils à un nourrisson) (chanson)
- 1980 : Fâché avec tout le monde
- 1980 : J'm'en fous
- 1980 : L'étudiant
- 1980 : Les vacances
- 1980 : Revue de presse
- 1980 : Si j'ai bien tout lu Freud
- 1980 : Votez nul !
- 1981 : J'tap' un doigt (chanson)
- 1981 : Le poème
- 1982 : La Fanfare : Un homme averti en vaut deux / trois, quatre
- 1982 : Un train peut en cacher un autre
- 1986 : Jean-Marie
- 1986 : L'administration
- 1986 : La lettre à la sécu
- 1986 : La politesse
- 1986 : La pute
- 1986 : Le chômeur
- 1986 : Les discours en disent long
- 1986 : Médecins sans diplôme
- 1986 : P.C. C.G.T. Russie - Pologne
- 1986 : Le sida, les pédés
- 1986 : Y s'foutent bien de notre gueule
- L'audition
- La informacion libre
- La musique classique
- Les dinosaures
- Noël (chanson)
- Oh ! Ginette (chanson)
- Reviens va-t'en (chanson)
- Tous les chemins mènent à Rome
- Vous qui l'avez bien connu (Sketch à la télévision, avec Eddy Mitchell)
- Le fleuriste (Sketch à la télévision, avec Sylvie Joly)